# 予讃線
予讃線（よさんせん）は、香川県高松市の高松駅から愛媛県松山市の松山駅を経て、愛媛県宇和島市の宇和島駅に至る四国旅客鉄道（JR四国）の鉄道路線（幹線）である。このほか、愛媛県内の向井原駅から内子駅までと、新谷駅から伊予大洲駅までの支線を持つ。この2つの支線は、内子駅から新谷駅までの内子線を経由して繋がっており、向井原駅 - 伊予大洲駅間を結ぶ短絡ルートを形成している。
日本国有鉄道（国鉄）時代は予讃本線（よさんほんせん）と呼ばれていたが、民営化後の1988年にJR四国は線路名称を改正し、予讃線に改称した。瀬戸大橋の開通後、本州・四国間連絡を担う区間の一部である高松駅 - 坂出駅 - 宇多津駅間には本四備讃線・宇野線の茶屋町駅 - 岡山駅間と共に「瀬戸大橋線」という愛称が付けられている。また、2014年3月15日から伊予市駅 - 伊予大洲駅間の海回り区間に「愛ある伊予灘線」の愛称が付けられている。
なお、旅客向けの時刻表や『鉄道要覧』では内子駅経由の短絡ルートの分岐点を伊予大洲駅としているが、実際の分岐点は五郎駅 - 伊予大洲駅間にある伊予若宮信号場である。ここでは便宜上、時刻表や『鉄道要覧』に倣い伊予大洲駅を分岐点として記述する。

## 概要
四国北部の瀬戸内海沿いを走り、香川県（旧讃岐国）西部と南予地方を含む愛媛県（旧伊予国）を東西に横断する路線である。JR四国の路線では最長の距離を持つ。
高松駅 - 松山駅間はJRの前身である国鉄の時代から四国の重要幹線として位置づけられ、早くから一線スルー化や遠隔操作 (RC) 化でスピードアップに取り組んでいた。さらに1986年、向井原駅 - 伊予大洲駅間について内子経由の新線が完成し、これまで伊予灘に面した伊予長浜駅経由の従来線で運転されていた特急・急行列車は、内子線を含めた内子駅経由の短絡ルートに変更され所要時間が短縮された。民営化後も高松駅から伊予市駅までの電化による電車の投入や重軌条化、未改良だった駅構内の一線スルー化、弾性分岐器化により高速化が図られ、単線区間を運転する列車の表定速度は日本全国の幹線の中でも最高水準である。
内子駅経由の新線の開通は、従来線でしばしば起こった台風上陸などによる運転見合わせから解放されたという点でも重要である。2005年夏に、相当な豪雨のため、並行する松山自動車道や国道56号、伊予長浜駅経由の予讃線旧線と並行する国道378号が全て不通になったときも、予讃線全体では不通とならなかった。しかし依然として八幡浜駅 - 宇和島駅間は、総じて旧線と同じくらいかそれ以上に険しい道のりであり、2006年夏に八幡浜駅 - 双岩駅間で倒木に上り特急列車の先頭車が接触して損傷してからは、旧線が運転見合わせになった場合、ほぼそれに合わせて徐行または運転見合わせをするようになった。
近代的な線路と裏腹に、通票閉塞時代の面影を残す駅が多い。伊予大洲駅 - 宇和島駅間の交換駅は、双岩駅と伊予石城駅以外では両開き分岐器を使用しており一線スルー化されておらず、特急停車駅でない駅のホーム嵩も低く当時をしのばせている。
JR四国は2006年に国土交通省交通政策審議会・交通体系分科会の地域公共交通部会に提出した資料で、長期的に望まれる投資として伊予市駅 - 内子駅 - 宇和島駅間の電化と、高縄半島の付け根を結ぶ伊予西条駅 - 松山駅間の短絡線建設を挙げている。
高松駅 - 多度津駅間はIC乗車券「ICOCA」のエリアに含まれている。なお2020年3月14日には、土讃線・高徳線の一部区間と同様に、ICOCAエリアを詫間駅・観音寺駅まで拡大した。
松山駅 - 高松駅間のうち単線である松山駅 - 多度津駅間の複線化の要望もあるが、2020年4月現在、採算性の問題もあって複線化の予定はないと愛媛県は回答している。なお、松山駅を過ぎてから市坪駅まで約2kmが複線化されているが、これは行き違い線（市坪駅の構内扱い）であり複線とは見做されてはいない。
キロポストは新線経由も内子線区間も含め高松駅からの距離の表示となっている。

## 路線データ
- 管轄・路線距離（営業キロ）：
  - 四国旅客鉄道（第一種鉄道事業者）：全長327.0km
    - 高松駅 - 宇和島駅間 297.6km
    - 向井原駅 - 内子駅間 23.5km
    - 新谷駅 - 伊予大洲駅間 5.9km（新谷駅 - 伊予若宮信号場間は3.5km）

  - 日本貨物鉄道（第二種鉄道事業者）：
    - 高松駅 - 松山貨物駅間 (200.3km)
      - 2020年3月14日改正時点で定期貨物列車が運行されているのは高松貨物ターミナル駅 - 松山貨物駅間
- 軌間：1067mm
- 駅数：97
  - 旅客駅：95（起終点駅・臨時駅含む）
    - 予讃線所属の旅客駅に限定した場合、内子駅と新谷駅（どちらも内子線所属[7]）が除外され、93駅となる。

  - 貨物駅：2（高松貨物ターミナル駅、松山貨物駅）
- 複線区間：高松駅 - 多度津駅間
- 電化区間：高松駅 - 伊予市駅間（直流1500V）
- 閉塞方式[8]：
  - 自動閉塞式（高松駅 - 向井原駅 - 内子駅、新谷駅 - 伊予若宮信号場 - 宇和島駅）
  - 特殊自動閉塞式（向井原駅 - 伊予若宮信号場）
- 最高速度：
  - 130km/h（高松駅 - 松山駅間） [9]
  - 120km/h（松山駅 - 内子駅間、伊予石城駅 - 卯之町駅間）[9]
  - 110km/h（新谷駅 - 伊予石城駅間、卯之町駅 - 宇和島駅間）[9]
    - 内子駅 - 新谷駅間の内子線も110km/h[9]

  - 85km/h（向井原駅 - 伊予長浜駅 - 伊予若宮信号場間）[要出典]
- 最急勾配：33‰（八幡浜駅 - 伊予石城駅間、下宇和駅 - 立間駅間、伊予吉田駅 - 高光駅間）
- 最小曲線半径：200m

## 沿線概況
予讃線の沿線には日本100名城にも選定されている城が多く、うち丸亀・松山・宇和島の3城には現存天守がある。予讃線始発駅は高松駅。本州四国連絡橋ができるまでは、宇高連絡船が高松城（別名玉藻城）の月見櫓を横に見て入港した。丸亀城天守は丸亀駅南側の石垣で覆われた亀山山頂（標高66m）にあり、車窓からも見える。
高松からしばらく住宅地と田園風景の入り混じる中を走り、坂出駅 - 宇多津駅間では瀬戸大橋を見ることができる。瀬戸大橋線開業後、宇多津駅は手前の短絡線で快速「マリンライナー」など高松方面から本州方面に向かう列車が分岐し、同駅で松山・高知方面へ向かう列車が高松及び本州方面から合流する四国有数の鉄道における交通の要衝として発展している。多度津駅で高知方面に向かう土讃線と分岐し、海岸寺から詫間にかけては海沿いを走る。この両駅の間には、毎年8月4・5日の津嶋神社大祭期間中しか営業しない臨時駅の津島ノ宮駅がある。詫間から観音寺までは内陸部を進み、香川・愛媛県境付近で再び海沿いを走る。愛媛県に入ると川之江駅や伊予三島駅周辺で製紙・化学工場が海側に広がり、新居浜駅や伊予西条駅付近では、四国最大の工業地帯を北側に、西日本最高峰の石鎚山から続く山並みを南側に望むことができる。
伊予小松駅からは西進するほうが松山市に近いが、予讃線は四国第5の都市（県都以外では四国最大）である今治市（今治駅の利用者数も愛媛県内で第2位）を経由するために、海岸線と並行するように北へと回り込む。その今治には、しまなみ海道の来島海峡大橋や今治城の模擬天守があるが、市街地の向こうにあり良く見えない。大西駅から大浦駅付近にかけては予讃線電化区間で最も長く瀬戸内海に沿い、視界が良好な日には広島県の島々まで見渡せる絶景区間が広がる。日本最古の道後温泉を擁する四国最大の都市松山は、明治の俳人正岡子規に「春や昔十五万石の城下かな」と詠われた城下町で、駅の東側に松山城天守が標高132mの勝山山頂にそびえ、西側に西欧の古城風の形をした松山総合公園展望台（標高131m）が見える。
伊予市駅で電化区間が終わり、その次の向井原駅では旧線（愛ある伊予灘線）と新線が分かれる。「愛ある伊予灘線」には下灘駅など海に近い駅として知られる駅があり海岸路線の趣も強いが、伊予長浜駅で進路を南東に変えると伊予大洲まで肱川に沿って内陸を走行する。一方、内子駅を経由する新線には犬寄峠を越える四国最長の犬寄トンネル（長さ6,012m）を始め多くのトンネルが介在し、山峡の風景はあまり広がらない。新旧両線が合流する伊予大洲駅から宇和島寄りに少し進み肱川橋梁（長さ269m）上に出ると、車窓には2004年に再建された大洲城の木造復元天守が現れる。
夜昼トンネル（長さ2,870m）を抜けると港町八幡浜へ向かう下り坂の行路となるが、八幡浜駅を過ぎても海岸には沿わず、最大33‰の急勾配で再び山中に分け入り、やがて穀倉地帯の宇和盆地へと達する。内子駅以西では、この宇和盆地内の平坦で直線区間が多い伊予石城駅 - 卯之町駅間だけ120km/h走行が可能である。下宇和駅から高光駅まで一気に下る途中ではリアス式海岸の風景が顔を出し、予讃線のハイライトとなっている。高光駅以南は宇和島市内の市街地を通り終点宇和島駅に到着する。宇和島城天守は宇和島駅から徒歩15分ほどの標高80mの山頂にそびえている。

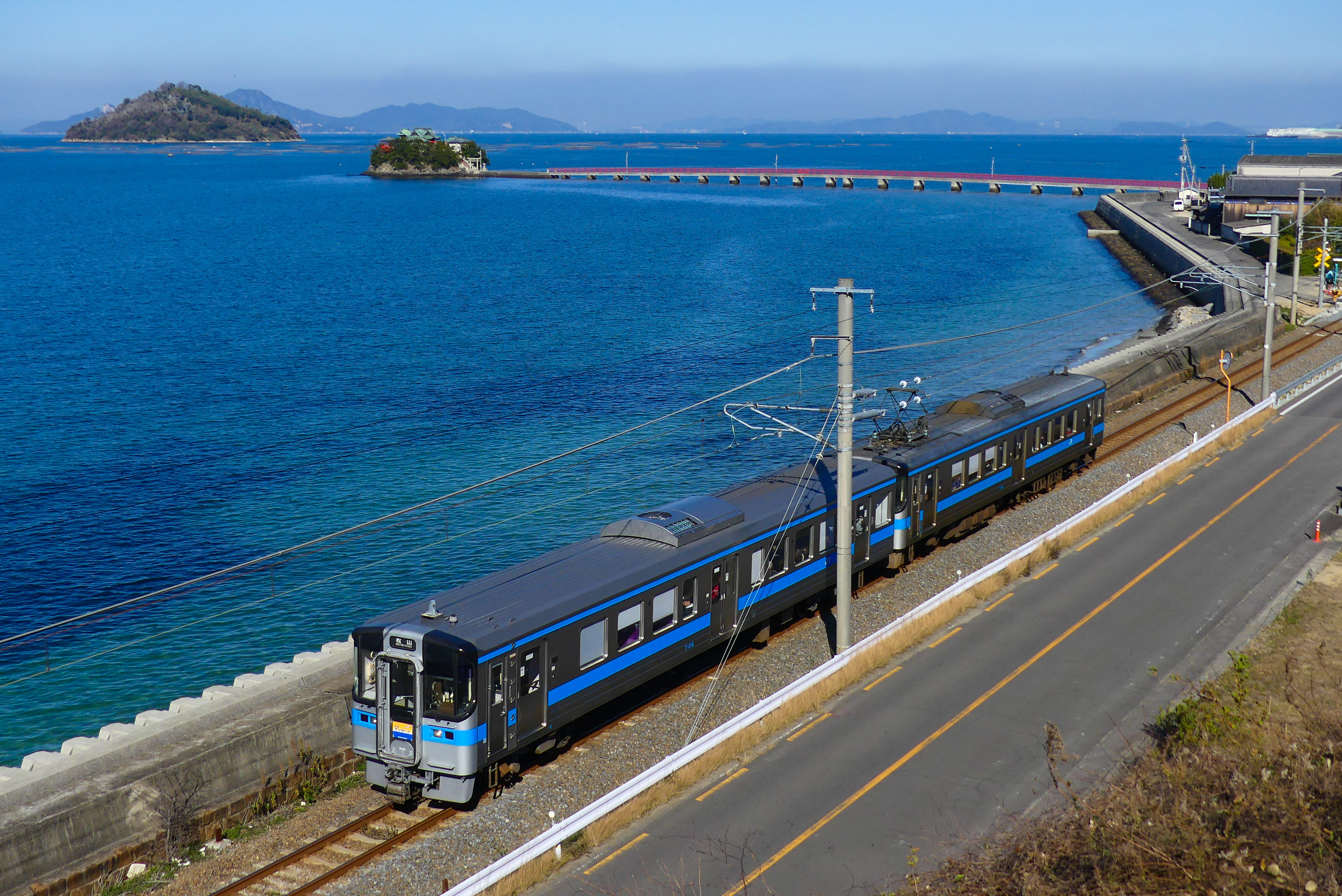
津嶋神社と予讃線列車。海岸寺駅から詫間駅は瀬戸内海に沿って走行する。 （2019年1月 詫間駅 - 津島ノ宮駅）
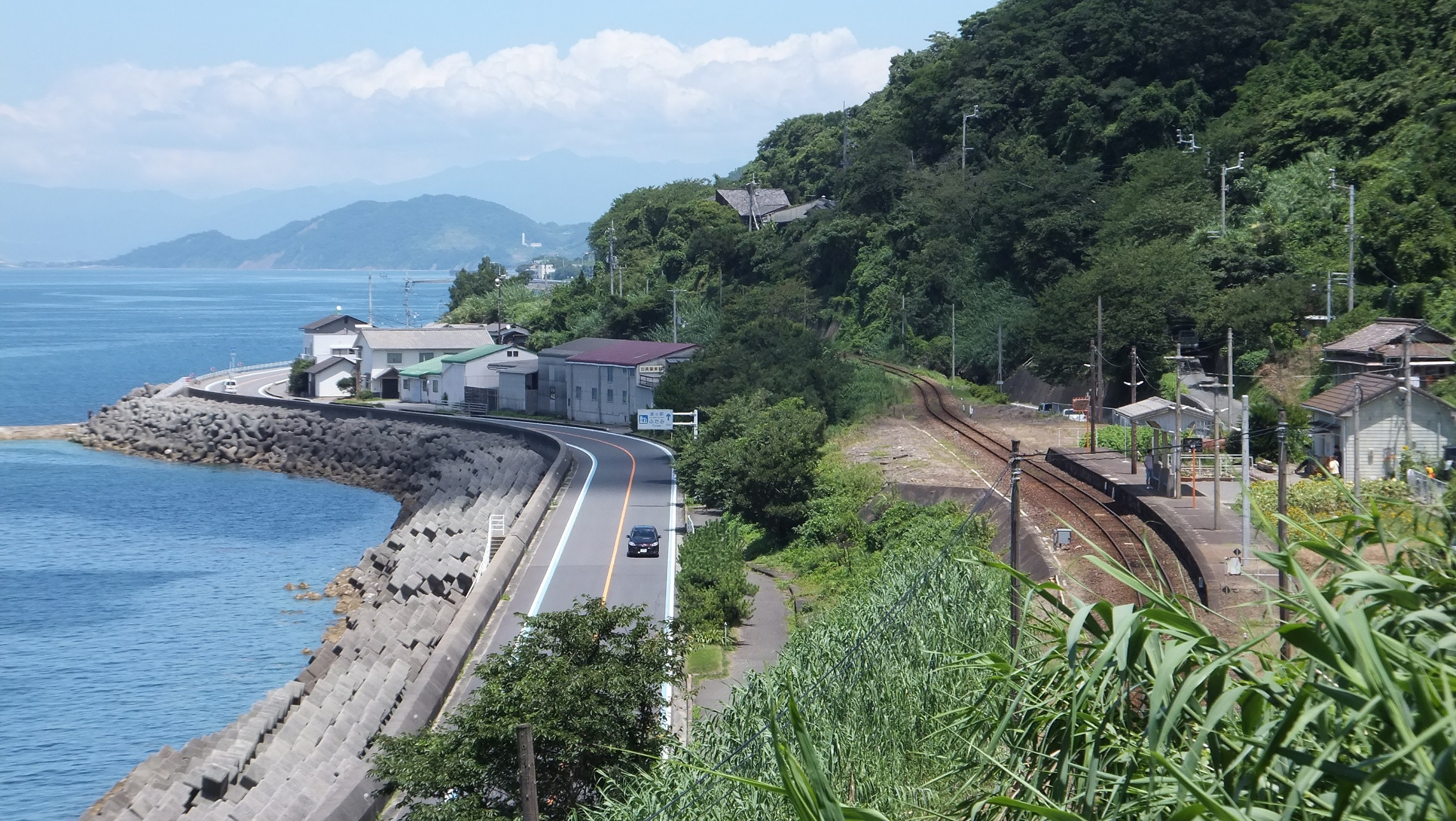
旧線の高野川 - 伊予長浜間は海沿いを走行する。 （2015年7月 下灘駅付近）
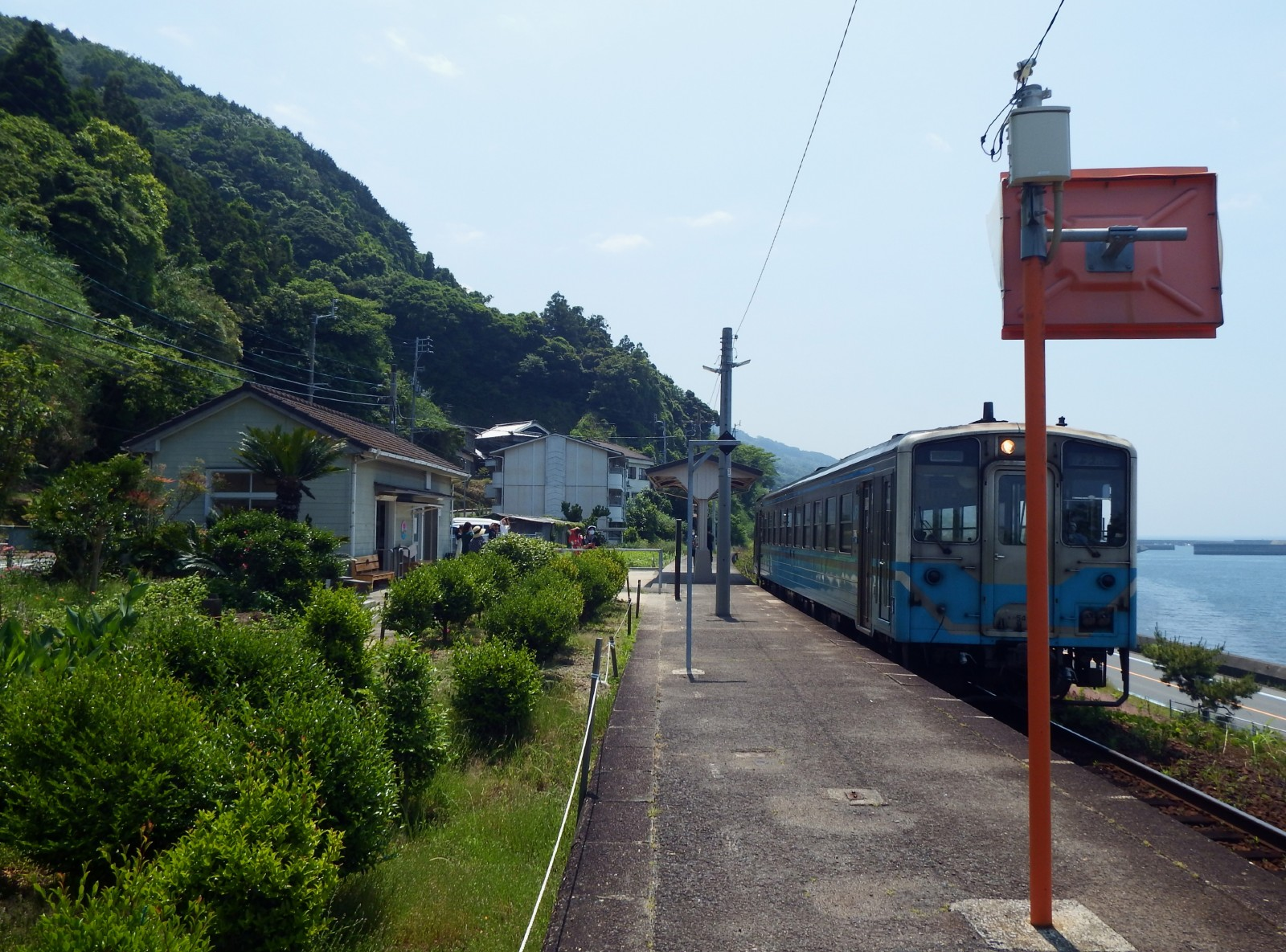
下灘駅 （2022年5月31日）
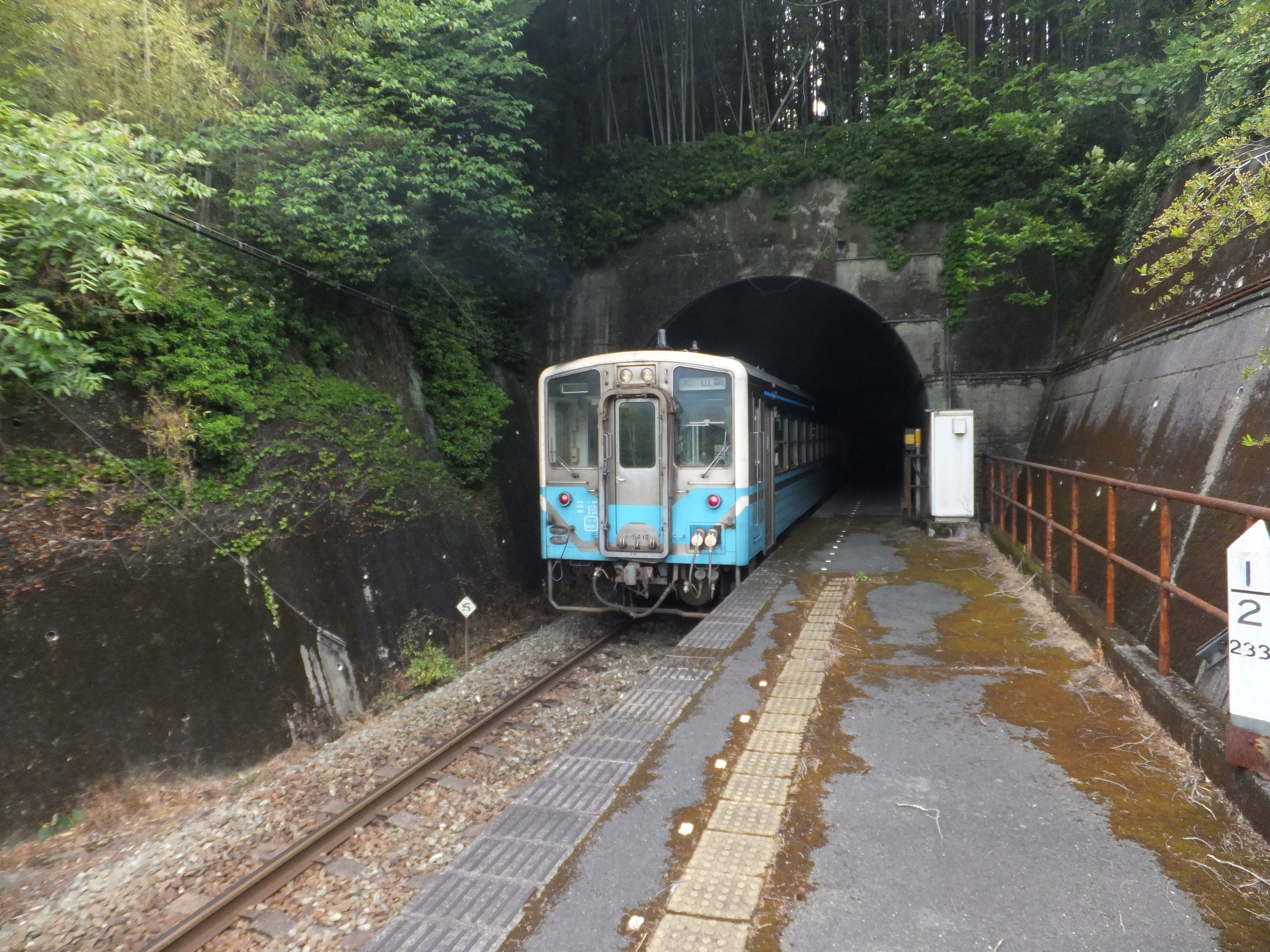
内子駅を経由する新線には多くのトンネルが存在する。 （2020年3月 五十崎駅）

## 運行形態
多度津駅 - 宇和島駅間は単線であることと、各駅の有効長が特急停車駅でも大半が8両であるため、予讃線の輸送力は限界に来ている（ダイヤを見れば分かる通り、交換駅ではほとんど待避列車がある）。特急停車駅以外では有効長の短い駅が多いことと運転停車を減らす目的から、ダイヤ面で日中の特急列車の交換は極力伊予三島駅または川之江駅、多度津駅で行うようにダイヤが編成されている（このほか伊予北条駅から今治駅の間と、今治駅から伊予西条駅までの間の各1回、特急列車同士の行き違いが発生する）。
なお、かつて特例として、団体輸送のためにキハ185系「しおかぜ」の5両編成を2組併結した10両編成や1990年11月ダイヤ改正前に2000系の松山運転所への車両の送り込みで6両（営業）+4両（回送）の10両編成で高松駅 - 松山駅間を運転したことがある。

### 優等列車
以下の特急列車が設定されている。松山駅 - 宇和島駅間の特急列車は全て内子駅経由で運転される。括弧内は予讃線内の運行区間。
- いしづち：高松駅 - 伊予西条駅・松山駅間（高松駅 - 松山駅間）
- しおかぜ：岡山駅 - 伊予西条駅・松山駅間（宇多津駅 - 松山駅間）
- 南風：岡山駅 - 高知駅・中村駅間（宇多津駅 - 多度津駅間）
- しまんと：高松駅 - 高知駅・中村駅・宿毛駅間（高松駅 - 多度津駅間）
- モーニングEXP高松：高松駅 - 伊予西条駅間（高松駅 - 伊予西条駅間）
- モーニングEXP松山：新居浜駅 - 伊予西条駅間（新居浜駅 - 松山駅間）
- 宇和海：松山駅 - 宇和島駅間（松山駅 - 内子駅・新谷駅 - 宇和島駅間）
- サンライズ瀬戸：東京駅 - 高松駅 -（琴平駅）間（高松駅 - 坂出駅 - 多度津駅間）

特急「しおかぜ」は土讃線の特急「南風」とともに1972年3月15日に四国初の特急として運行を開始し、2022年に運行開始50周年を迎える。

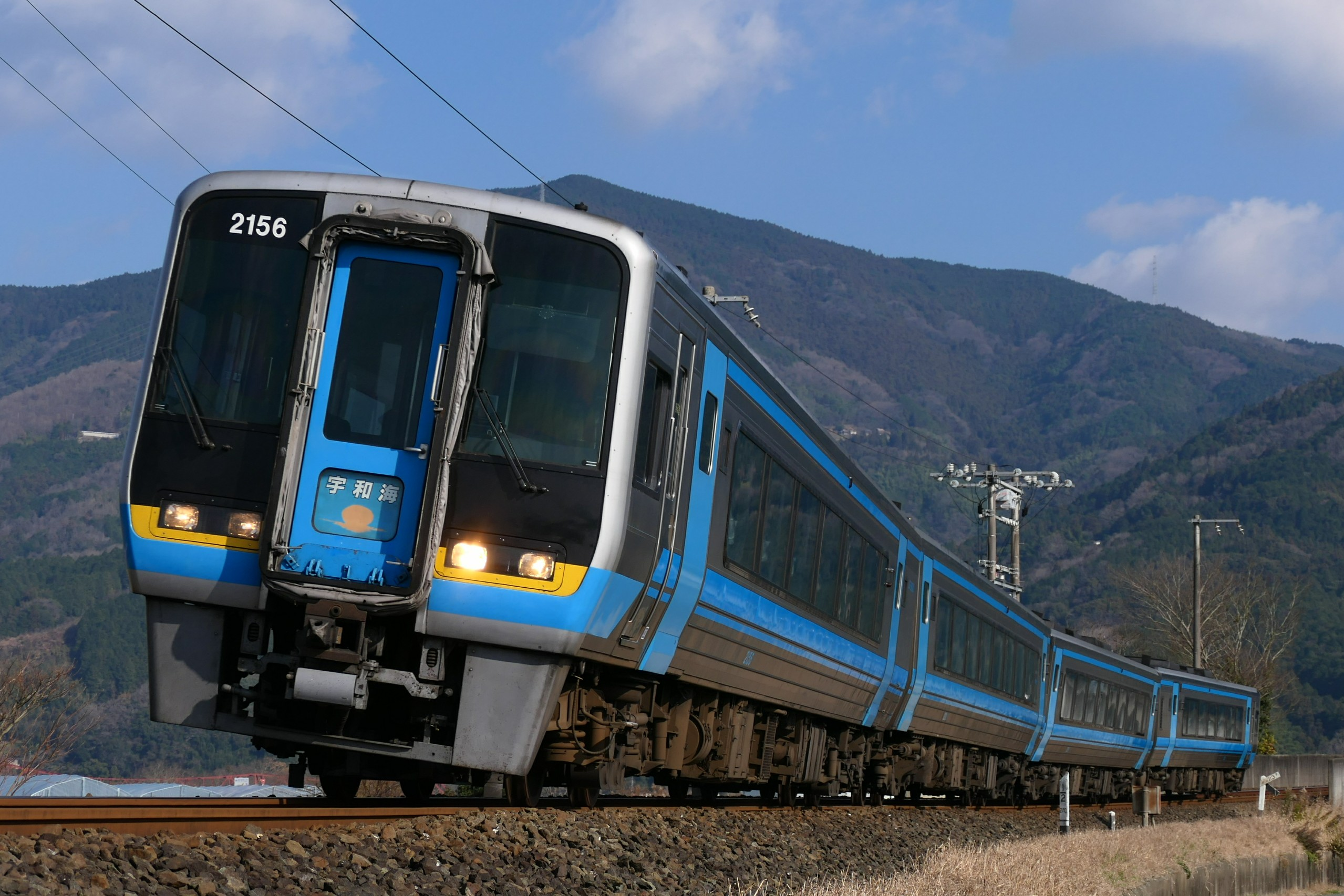
松山駅 - 宇和島駅間の特急「宇和海」

### 地域輸送
普通列車は概ね観音寺駅・伊予西条駅・松山駅で運転系統が分かれており、各区間をまたがって運転される列車もあるが、高松駅 - 宇和島駅間の全線を通して運転される列車はない。ここ数年、長距離を運行する普通列車が増えてきており、伊予西条駅 - 高松駅間直通の快速「サンポート」や、観音寺駅 - 松山駅間を走行する列車が上下計10本ある。2020年3月改正までは各駅に停車する高松発松山行きが朝に存在したが、運行区間が短縮されて多度津発松山行きとなった。
瀬戸大橋線直通の本四連絡列車として高松駅 - 坂出駅間に快速「マリンライナー」、土讃線直通列車として高松駅 - 多度津駅間に琴平駅発着の列車があり、予讃線内の高松駅 - （琴平駅）・観音寺駅・新居浜駅・伊予西条駅間には快速「サンポート」・「サンポート南風リレー」が運転されている。「マリンライナー」と「サンポート」・「サンポート南風リレー」は同じ快速という種別でありながら停車駅が異なり、前者は高松駅 - 坂出駅間は早朝・深夜を除き当区間内の途中の駅には停車しない。このような運行形態のため、高松駅 - 坂出駅間には、日中時間帯1時間に3本の快速列車が運転されている。さらに、2本の普通列車、特急「いしづち」1本（特急「しまんと」運転時間帯は2本）が走るため、通過列車が多い。瀬戸大橋線開業後の1988年9月からは岡山駅 - 観音寺駅・土讃線琴平駅間直通の普通列車も運転されていたが、2019年3月16日のダイヤ改正で廃止された。
愛媛県内の区間は伊予市駅までは日中で1時間1 - 2本（伊予西条駅 - 今治駅間は2時間ほど開く時間帯あり）、伊予市駅 - 八幡浜駅間においては、伊予長浜駅経由と内子駅経由の気動車列車がほぼ交互に運転されており、1 - 2時間に1本の運転（伊予長浜駅・内子駅経由とも日中に3時間ほど開く時間帯あり）であるが、八幡浜駅 - 宇和島駅間は運行本数が少なく、下り8本、上り7本のみとなっている（ただし北宇和島駅 - 宇和島駅間は予土線直通の列車が加わるため、本数が少し増える）。松山駅 - 伊予市駅間は、1990年の電化後数年は昼間は大半が7000系電車での運転だったが、伊予市駅での乗り換えが嫌われたことと電車は多度津駅 - 松山駅間で重点的に運用する都合から、近年は電車は気動車列車のすき間を埋める形での運転になり、乗客数が少ない列車の廃止が進んだことと合わせ、2021年3月13日のダイヤ改正後は松山駅 - 伊予市駅間での電車列車は下り6本、上り5本となっている。松山駅を跨いて伊予北条駅・今治駅 - 伊予市駅間を直通する普通列車も減少傾向にあり、2025年3月改正時点で伊予北条駅 - 伊予市駅間のみの上下2本ずつとなった。なお、2002年1月時点では今治発5時の松山行き始発列車がそのまま松山発内子線経由伊予大洲・八幡浜行きになる運用があった。
かつては高松駅 - 松山駅間の電化区間においても土讃線（阿波池田駅発着）との直通や出入庫の関係上、営業運転での気動車列車の運用も存在していた。
八幡浜駅 - 宇和島駅間では、キハ32形が33‰勾配の登坂でスリップして列車の運行に支障をきたさないようにする対策として、キハ54形を連結（編成の後部車両は締め切り）して走行している。この区間は2020年3月14日の改正で最終列車が22時台から21時台に繰り上げられた。
なお、当路線は四国地方では唯一日付を跨ぐ普通列車が運行されている路線である。
7000系・7200系・キハ185系3100番台、キハ32・54形にはトイレが設置されていない。よって、これらのみで運用される伊予西条駅 - 宇和島駅間の普通列車は全てトイレなしとなる。伊予市駅 - 宇和島駅間では日中の列車は全てオールロングシート車となっている。

#### 運転本数
高松駅 - 観音寺駅間の日中の各区間における1時間あたりの平均的運転本数は以下の通り。
| 種別＼駅名 | 種別＼駅名               | 松山方面        | …               | 観音寺          | 観音寺          | …               | 多度津          | 多度津 | …     | 丸亀  | 丸亀  | 宇多津 | 宇多津 | 坂出  | 坂出  | …     | 高松  | 備考                     |
| ---------- | ------------------------ | --------------- | --------------- | --------------- | --------------- | --------------- | --------------- | ------ | ----- | ----- | ----- | ------ | ------ | ----- | ----- | ----- | ----- | ------------------------ |
| 運行本数   | 特急しおかぜ             | 1本             | 1本             | 1本             | 1本             | 1本             | 1本             | 1本    | 1本   | 1本   | 1本   | 1本    | →岡山  | →岡山 | →岡山 | →岡山 | →岡山 |                          |
| 運行本数   | 特急いしづち             | 1本             | 1本             | 1本             | 1本             | 1本             | 1本             | 1本    | 1本   | 1本   | 1本   | 1本    | 1本    | 1本   | 1本   | 1本   | 1本   |                          |
| 運行本数   | 特急南風                 | 土讃線高知方面← | 土讃線高知方面← | 土讃線高知方面← | 土讃線高知方面← | 土讃線高知方面← | 土讃線高知方面← | 1本    | 1本   | 1本   | 1本   | 1本    | →岡山  | →岡山 | →岡山 | →岡山 | →岡山 |                          |
| 運行本数   | 快速マリンライナー       | 岡山←           | 岡山←           | 岡山←           | 岡山←           | 岡山←           | 岡山←           | 岡山←  | 岡山← | 岡山← | 岡山← | 岡山←  | 岡山←  | 岡山← | 2本   | 2本   | 2本   |                          |
| 運行本数   | 快速サンポート南風リレー | 一部直通        | 一部直通        | 一部直通        | 1本             | 1本             | 1本             | 1本    | 1本   | 1本   | 1本   | 1本    | 1本    | 1本   | 1本   | 1本   | 1本   | 坂出以西例外無く各駅停車 |
| 運行本数   | 普通                     | 土讃線琴平←     | 土讃線琴平←     | 土讃線琴平←     | 土讃線琴平←     | 土讃線琴平←     | 土讃線琴平←     | 1本    | 1本   | 1本   | 1本   | 1本    | 1本    | 1本   | 1本   | 1本   | 1本   |                          |
| 運行本数   | 普通                     |                 |                 |                 |                 | 0-1本           |                 |        |       |       |       |        |        |       |       |       |       |                          |

### 観光列車
2014年7月26日より四国初の本格的な観光列車「伊予灘ものがたり」が松山駅 - 伊予大洲駅・八幡浜駅間（愛ある伊予灘線経由）で運行されている。2022年からはキハ185系改造の2代目車両3両編成を使用し松山駅 - 伊予大洲駅間1往復、松山駅 - 八幡浜駅間1往復が土・日・祝日と繁忙期に設定されている。車内では愛媛産食材を使用した本格的な食事が提供されており、メニューは便毎に異なる。

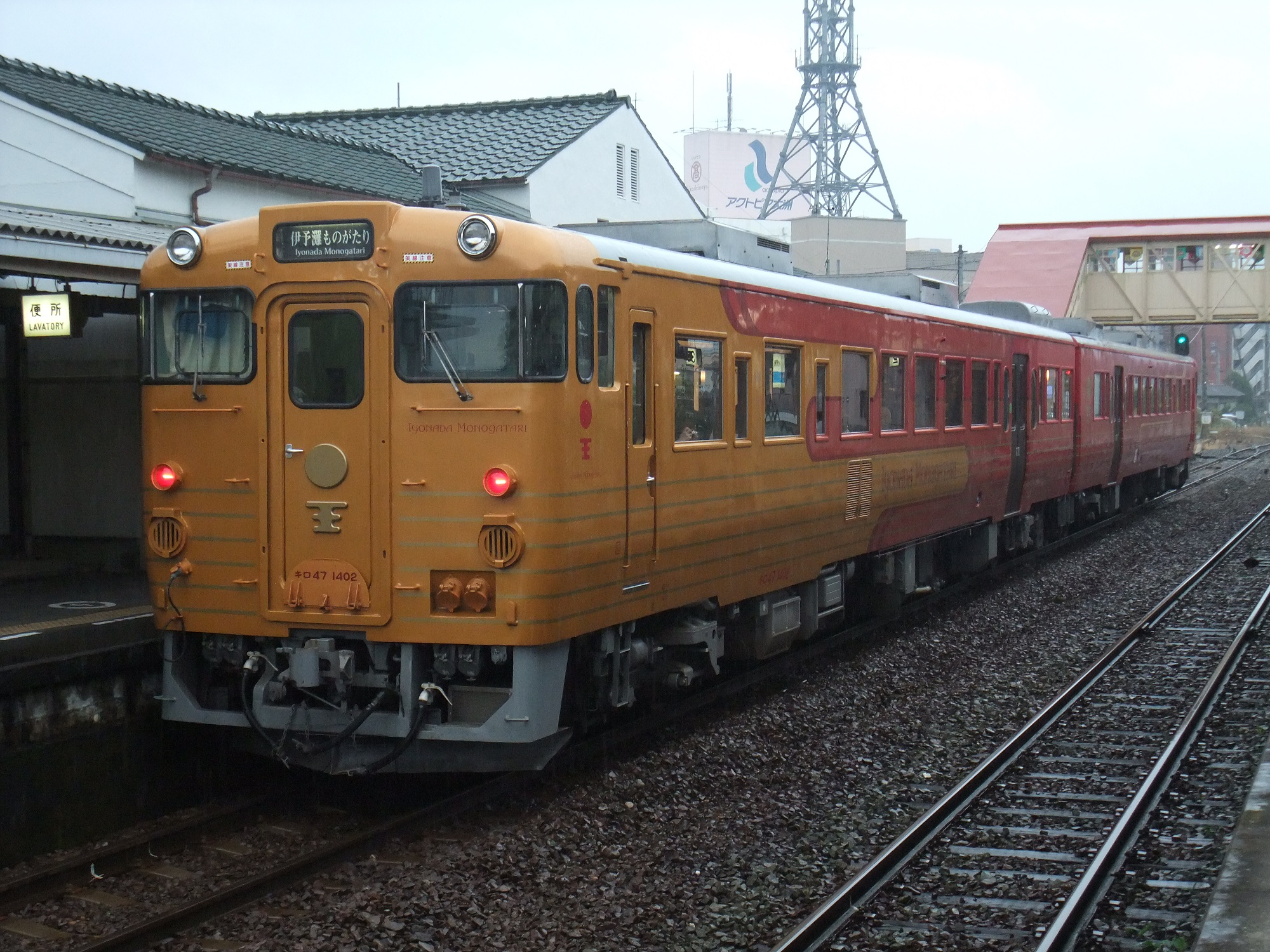
伊予灘ものがたり（初代）

### ラッピング列車
2016年2月よりキハ54の内外装に愛媛県のマスコット「みきゃん」や愛媛県南予地域のマスコットおよび名所が描かれたラッピング列車「おさんぽなんよ号」（列車名は一般公募により決定）が運行されている。これは同年に開催される「えひめいやしの南予博2016」に合わせて企画されたもので、車体はみかん畑をイメージしたオレンジと緑のツートンカラー。。愛媛国体や全国障害者スポーツ大会が開催される2017年までの2年間、予讃線松山駅 - 宇和島駅間および予土線宇和島駅 - 江川崎駅間で、普通列車やイベント時の臨時列車に使用される予定としていたが、2018年以降も引き続き運行され、2025年時点では「おさんぽなんよ号」は予土線のみで使用されている。
また、松山駅 - 宇和島駅間では「鬼列車」「すまいるえきちゃん号」が運行されている。

### トロッコ列車
1998年、当時の伊予長浜駅長の発案により、キハ32系を使用して7月・8月の計4回「夕焼けビール列車」を松山駅 - 伊予長浜駅間で運転した。翌1999年からは運転回数を増やし、車両も大型化してキハ54系を使用して運転。2001年よりキハ185系とキクハ32形を使用してトロッコ列車化され、「夕焼けビールトロッコ列車」として運転されている。
松山駅を発車後、愛ある伊予灘線の海沿い区間で夕焼けを鑑賞しながら飲食をし、伊予長浜駅で折り返して松山駅に戻る行程となっている。

### 貨物列車
貨物列車は高松貨物ターミナル駅 - 松山貨物駅間で運行されている。コンテナ車のみで編成された高速貨物列車が、高松貨物ターミナル駅 - 伊予三島駅間に1日2往復、高松貨物ターミナル駅 - 新居浜駅間に1日2往復、高松貨物ターミナル駅 - 松山貨物駅間に1日1往復、高松貨物ターミナル駅 - 坂出駅 - 岡山駅間に1日4往復設定されている。
これまで運用に入っていたEF65形は2025年3月13日の運転で役目を終え、現在では基本的にEF210形牽引での運転となっている。
予讃線の貨物列車の発着がある駅は高松貨物ターミナル駅、伊予三島駅、新居浜駅、松山貨物駅。このほか、高松駅と多度津駅が新車引渡しのため貨物駅（臨時車扱）に設定されている。

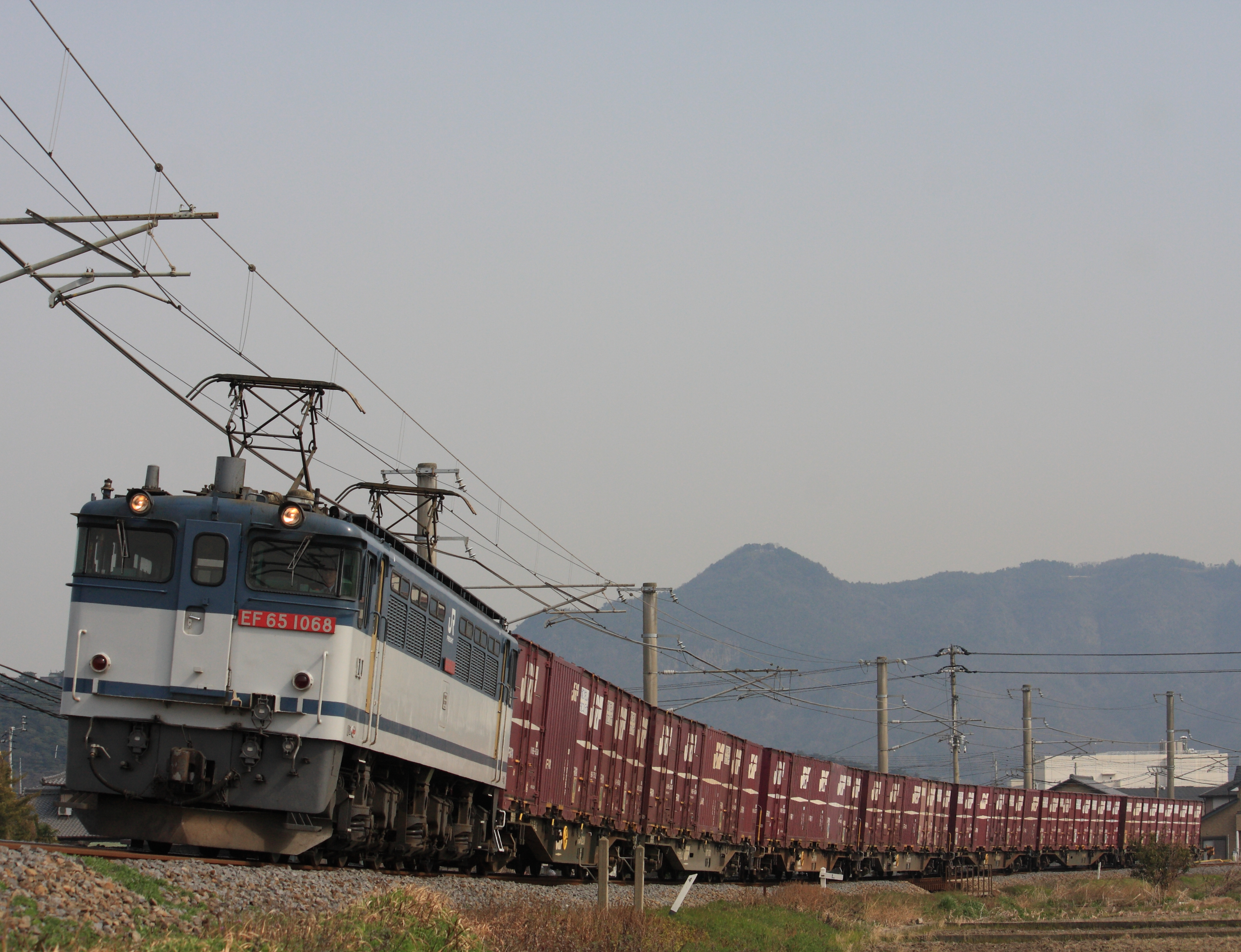
予讃線を走行するEF65形（観音寺 - 豊浜、2012年3月30日）

## 利用状況

### 平均通過人員
各年度の平均通過人員（人/日）は以下のとおりである。
| 年度                   | 平均通過人員（人/日） | 平均通過人員（人/日） | 平均通過人員（人/日） | 平均通過人員（人/日） | 平均通過人員（人/日） | 平均通過人員（人/日）     | 平均通過人員（人/日） | 出典   |
| 年度                   | 高松 - 宇和島         | 高松 - 多度津         | 多度津 - 観音寺       | 観音寺 - 今治         | 今治 - 松山           | 松山 - 内子 新谷 - 宇和島 | 向井原 - 伊予大洲     | 出典   |
| ---------------------- | --------------------- | --------------------- | --------------------- | --------------------- | --------------------- | ------------------------- | --------------------- | ------ |
| 1989年度（平成元年度） | 8,828                 | 30,372                | 13,300                | 7,978                 | 9,224                 | 3,965                     | 1,072                 | [ 20 ] |
| 2012年度（平成24年度） | 6,471                 | 22,416                | 9,224                 | 5,605                 | 7,172                 | 3,244                     | 382                   | [ 20 ] |
| 2013年度（平成25年度） | 6,591                 | 23,093                | 9,270                 | 5,714                 | 7,245                 | 3,274                     | 387                   | [ 20 ] |
| 2014年度（平成26年度） | 6,517                 | 22,746                | 9,184                 | 5,710                 | 7,189                 | 3,189                     | 394                   | [ 20 ] |
| 2015年度（平成27年度） | 6,748                 | 23,923                | 9,401                 | 5,924                 | 7,389                 | 3,199                     | 444                   | [ 21 ] |
| 2016年度（平成28年度） | 6,824                 | 24,542                | 9,596                 | 6,029                 | 7,366                 | 3,101                     | 457                   | [ 21 ] |
| 2017年度（平成29年度） | 6,872                 | 24,769                | 9,609                 | 6,093                 | 7,471                 | 3,079                     | 442                   | [ 22 ] |
| 2018年度（平成30年度） | 6,448                 | 24,441                | 8,856                 | 5,544                 | 6,981                 | 2,698                     | 381                   | [ 22 ] |
| 2019年度（令和元年度） | 6,395                 | 24,014                | 8,949                 | 5,514                 | 6,807                 | 2,769                     | 364                   | [ 22 ] |
| 2020年度（令和02年度） | 4,012                 | 15,654                | 5,355                 | 3,059                 | 4,422                 | 1,876                     | 280                   | [ 23 ] |
| 2021年度（令和03年度） | 4,240                 | 16,317                | 5,696                 | 3,376                 | 4,668                 | 1,927                     | 274                   | [ 24 ] |
| 2022年度（令和04年度） | 5,171                 | 19,605                | 7,207                 | 4,411                 | 5,549                 | 2,195                     | 307                   | [ 25 ] |
| 2023年度（令和05年度） | 5,790                 | 22,302                | 8,086                 | 4,994                 | 6,092                 | 2,353                     | 321                   | [ 26 ] |

### 収支・営業系数
各年度の収支（営業収益、営業費、営業損益）、営業係数は以下のとおりである。営業系数は共通費を含んだ金額であり、2022年度（令和4年度）は営業費と営業損益についても共通費を含んだ金額が開示されている。▲はマイナスを意味する。
| 年度                   | 収支（百万円） | 収支（百万円） | 収支（百万円） | 営業 係数 （円） | 出典   |
| 年度                   | 営業 収益      | 営業費         | 営業 損益      | 営業 係数 （円） | 出典   |
| ---------------------- | -------------- | -------------- | -------------- | ---------------- | ------ |
| 2019年度（令和元年度） | 4,257          | 5,194          | ▲937           | 122              | [ 27 ] |
| 2020年度（令和02年度） | 2,509          | 4,814          | ▲2,305         | 192              | [ 28 ] |
| 2021年度（令和03年度） | 2,698          | 4,791          | ▲2,093         | 178              | [ 29 ] |
| 2022年度（令和04年度） | 3,388          | 5,205          | ▲1,817         | 154              | [ 30 ] |
| 2023年度（令和 5年度） | 4,071          | 5,121          | ▲1,050         | 126              | [ 31 ] |

| 年度                   | 収支（百万円） | 収支（百万円） | 収支（百万円） | 営業 係数 （円） | 出典   |
| 年度                   | 営業 収益      | 営業費         | 営業 損益      | 営業 係数 （円） | 出典   |
| ---------------------- | -------------- | -------------- | -------------- | ---------------- | ------ |
| 2019年度（令和元年度） | 1,426          | 1,557          | ▲131           | 109              | [ 27 ] |
| 2020年度（令和02年度） | 676            | 1,609          | ▲933           | 238              | [ 28 ] |
| 2021年度（令和03年度） | 781            | 1,382          | ▲601           | 177              | [ 29 ] |
| 2022年度（令和04年度） | 1,096          | 1,518          | ▲423           | 139              | [ 30 ] |
| 2023年度（令和 5年度） | 1,400          | 1,562          | ▲162           | 112              | [ 31 ] |

| 年度                   | 収支（百万円） | 収支（百万円） | 収支（百万円） | 営業 係数 （円） | 出典   |
| 年度                   | 営業 収益      | 営業費         | 営業 損益      | 営業 係数 （円） | 出典   |
| ---------------------- | -------------- | -------------- | -------------- | ---------------- | ------ |
| 2019年度（令和元年度） | 3,362          | 4,410          | ▲1,049         | 131              | [ 27 ] |
| 2020年度（令和02年度） | 1,612          | 4,031          | ▲2,419         | 250              | [ 28 ] |
| 2021年度（令和03年度） | 1,855          | 3,948          | ▲2,092         | 213              | [ 29 ] |
| 2022年度（令和04年度） | 2,612          | 4,307          | ▲1,695         | 165              | [ 30 ] |
| 2023年度（令和 5年度） | 3,380          | 4,382          | ▲1,002         | 130              | [ 31 ] |

| 年度                   | 収支（百万円） | 収支（百万円） | 収支（百万円） | 営業 係数 （円） | 出典   |
| 年度                   | 営業 収益      | 営業費         | 営業 損益      | 営業 係数 （円） | 出典   |
| ---------------------- | -------------- | -------------- | -------------- | ---------------- | ------ |
| 2019年度（令和元年度） | 2,096          | 2,755          | ▲659           | 131              | [ 27 ] |
| 2020年度（令和02年度） | 1,178          | 2,744          | ▲1,566         | 233              | [ 28 ] |
| 2021年度（令和03年度） | 1,285          | 2,622          | ▲1,337         | 204              | [ 29 ] |
| 2022年度（令和04年度） | 1,877          | 2,897          | ▲1,021         | 154              | [ 30 ] |
| 2023年度（令和 5年度） | 2,098          | 2,781          | ▲683           | 133              | [ 31 ] |

| 年度                   | 収支（百万円） | 収支（百万円） | 収支（百万円） | 営業 係数 （円） | 出典   |
| 年度                   | 営業 収益      | 営業費         | 営業 損益      | 営業 係数 （円） | 出典   |
| ---------------------- | -------------- | -------------- | -------------- | ---------------- | ------ |
| 2019年度（令和元年度） | 1,983          | 3,403          | ▲1,420         | 172              | [ 27 ] |
| 2020年度（令和02年度） | 1,354          | 3,437          | ▲2,083         | 254              | [ 28 ] |
| 2021年度（令和03年度） | 1,625          | 3,476          | ▲1,852         | 214              | [ 29 ] |
| 2022年度（令和04年度） | 1,519          | 3,540          | ▲2,021         | 233              | [ 30 ] |
| 2023年度（令和 5年度） | 1,777          | 3,531          | ▲1,754         | 199              | [ 31 ] |

| 年度                   | 収支（百万円） | 収支（百万円） | 収支（百万円） | 営業 係数 （円） | 出典   |
| 年度                   | 営業 収益      | 営業費         | 営業 損益      | 営業 係数 （円） | 出典   |
| ---------------------- | -------------- | -------------- | -------------- | ---------------- | ------ |
| 2019年度（令和元年度） | 142            | 769            | ▲627           | 541              | [ 27 ] |
| 2020年度（令和02年度） | 93             | 698            | ▲605           | 754              | [ 28 ] |
| 2021年度（令和03年度） | 120            | 752            | ▲632           | 626              | [ 29 ] |
| 2022年度（令和04年度） | 205            | 832            | ▲627           | 405              | [ 30 ] |
| 2023年度（令和 5年度） | 213            | 825            | ▲612           | 387              | [ 31 ] |

## 使用車両
予讃線はトンネル断面（建築限界）が小さいまま電化したため、トロリ線高さが4250mmとなっている。トロリ線とパンタグラフはパンタグラフ折りたたみ時に250mm以上の隔離が必要であるが、JR四国は会社の方針で350mm以上の隔離を規定しているため、パンタグラフ折りたたみ高さが3900mmを超える電車は予讃線高松側から最初のトンネルである箕浦駅西側の鳥越トンネルを越えて愛媛県に入ることができない。JR四国所有のほとんどの電車、および貨物列車牽引のEF65形・EF210形電気機関車、寝台特急「サンライズ瀬戸」に使われる285系電車は鳥越トンネル通過対策がなされているが、「マリンライナー」専用の5000系の電動車は223系がベースでパンタグラフ折りたたみ高さが3900mmを超えるため鳥越トンネルを越えられない。ただし、2025年3月改正時点でEF65形、285系電車の定期運用はない。
なお、トロリ線の最高高さは沿線の祭りのだんじりの通過対策として許容限度いっぱいの5400mmとしている。

### 特急列車用
特記ないものはJR四国所有車。
- 2000系 気動車（松山駅 - 内子駅、新谷駅 - 宇和島駅） - 特急「宇和海」で運用。過去には「いしづち」「しおかぜ」「しまんと」「南風」「うずしお」「モーニングEXP高松」「ミッドナイトEXP高松」として高松駅 - 内子駅、新谷駅 - 宇和島駅でも運用された。
- 2700系 気動車（高松駅 - 多度津駅） - 特急「南風」「しまんと」で運用。一部車両は土佐くろしお鉄道 所有。過去には「うずしお」でも運用されていた。
- 8000系 電車（高松駅 - 松山駅） - 特急「いしづち」「しおかぜ」「モーニングEXP松山」「ミッドナイトEXP松山」「モーニングEXP高松」「ミッドナイトEXP高松」で運用。また、松山運転所との間の回送列車として松山駅 - 南伊予駅間も走行する。
- 8600系電車（高松駅 - 松山駅） - 特急「いしづち」「しおかぜ」で運用。また、松山運転所との間の回送列車として松山駅 - 南伊予駅間も走行する。
- 285系電車（高松駅 - 坂出駅） - 寝台特急「サンライズ瀬戸」で運用。JR西日本、JR東海所有。ほかに不定期で高松駅 - 多度津駅（ - 琴平駅）でも運用されることがあるほか、過去には高松駅 - 松山駅でも臨時の延長運転として運用されたこともあった。
- キハ185系気動車（松山駅 - 八幡浜駅） - 観光列車「伊予灘ものがたり」（2代目車両）で運用。それ以前には特急「しおかぜ」「いしづち」「宇和海」などとして高松駅 - 内子駅、新谷駅 - 宇和島駅でも運用された。

過去の使用車両
- 381系電車（高松駅 - 坂出駅） - 瀬戸大橋の開業後の1988年から1991年の間、臨時列車として「やくも」「マリンやくも」で使用された。JR西日本所有。
- キハ181系気動車（内子線経由も含む高松駅 - 宇和島駅）
- 24系25形客車（高松駅 - 坂出駅） - 寝台特急「瀬戸」で1988年4月10日から1998年7月9日まで運用。JR西日本所属（牽引機のEF65形電気機関車はJR東日本所属）。

### 普通列車用
特記ないものはJR四国所有車（過去の使用車両で1987年までに運行終了したものは国鉄所有車）。
- 5000系電車（高松駅 - 坂出駅） - 快速「マリンライナー」で運用。
- 223系5000番台電車（高松駅 - 坂出駅） - 快速「マリンライナー」で運用。2007年6月下旬から2010年1月23日までは、網干総合車両所から貸し出されたサハ223形2000番台も組み込まれていた。JR西日本所有
- 6000系電車（高松駅 - 伊予西条駅） - 観音寺以西は1日1往復のみ
- 7000系電車（高松駅 - 伊予市駅） - 四国島内の電化区間の全て（宇多津駅 - 児島駅を除く）で見られ、伊予西条駅 - 松山駅間の普通列車は全列車本系列で運行されている。
- 7200系電車（高松駅 - 伊予西条駅）
- キハ185系3100番台気動車（松山駅 - 宇和島駅） - 2000年から2006年までは、トイレ付きの3000番台も使用していた。
- キハ32形気動車（松山駅 - 宇和島駅） - 鬼列車以外のラッピング車両の運行はない[15]。
- キハ54形気動車（松山駅 - 宇和島駅） - すまいるえきちゃん号以外のラッピング車両の運行はない[15]。

過去の使用車両
- 111系電車（高松駅 - 観音寺駅）2001年3月で運行終了。日本で最後に残った111系であった[注 2]。
- 113系電車（高松駅 - 観音寺駅 - 伊予西条駅） - 2019年に運行終了。JR西日本所有の車両が115系電車の替わりに岡山駅 - 琴平駅間の運用で使用された時期がある。
- 121系電車（高松駅 - 伊予西条駅） - 7200系に改造。
- 211系電車スーパーサルーン「ゆめじ」（高松駅 - 坂出駅、宇多津駅 - 多度津駅） - 1988年から2003年まで快速「マリンライナー」増結車で運用。また2009年までの元日には、岡山駅 - 琴平駅間で「こんぴら初日の出号」「こんぴら初詣号」として運転された[34][35]。JR西日本所有。
- 213系電車（高松駅 - 坂出駅） - 1988年から2003年まで快速「マリンライナー」で運用されていた。「マリンライナー」の運用から撤退した後も、223系・5000系の代走で「マリンライナー」に入ったことがあるほか、2016年から観光列車として7000番台「ラ・マル・ド・ボァ」が乗り入れている。JR西日本所有。
- 117系電車（高松駅 - 坂出駅） - 瀬戸大橋の開業間もない頃、「臨時マリンライナー」で使用された。JR西日本所有。
- 115系電車（宇多津駅 - 多度津駅） - 2019年3月で運行終了。瀬戸大橋の開業間もない頃、「臨時マリンライナー」・臨時快速でも使用された。JR西日本所有。
- 115系3000番台電車（高松駅 - 坂出駅） - 瀬戸大橋の開業間もない頃、「臨時マリンライナー」で使用された。JR西日本所有。
- 165系・167系電車（高松駅 - 坂出駅） - 瀬戸大橋の開業間もない頃、高松駅 - 岡山駅間の臨時快速で使用された。JR西日本所有。
- 221系電車（高松駅 - 坂出駅） - 登場間もない1989年頃、「臨時マリンライナー」で使用された。JR西日本所有。
- DF50形機関車 - 1985年で運行終了。
- キハ40系気動車 - 一般車用は2016年3月25日まで使用され、松山運転所に同月まで配置されていた5両のうち4両が徳島運転所へ転属、1両は廃車となった。観光列車「伊予灘ものがたり」用（初代車両）は2021年12月27日まで松山駅 - 八幡浜駅間で使用された。
- キハ58系気動車 - 2008年秋で運行終了。
- キハ65形気動車 - 2008年秋で運行終了。
- キハ20系気動車 - 1990年で運用終了。
- 50系客車 - 1990年で運用終了。

### 貨物列車用
- EF210形電気機関車（高松貨物ターミナル駅 - 松山貨物駅）JR貨物所有

過去の車両
- EF65形電気機関車（高松貨物ターミナル駅 - 松山貨物駅）- 旅客列車の牽引も担当。2025年3月13日で運用終了[36]。

## 歴史
讃岐鉄道により開業した高松駅 - 多度津駅 - 琴平駅間を、山陽鉄道による買収を経て、1906年に国有化し「讃岐線」とした。その後、多度津駅から川之江駅、伊予西条駅までと順次延伸開業し、壬生川駅まで開業した際に「讃予線」と改称された。その後、「予讃線」「予讃本線」と名を改め1945年に高松駅 - 宇和島駅間が全通した。
うち伊予長浜駅 - 伊予大洲駅間は軽便鉄道であった愛媛線を1067mm軌間に改軌して編入したもの、宇和島駅 - 卯之町駅間は宇和島線を編入したものである。支線であった多度津 - 琴平間は後に阿波池田駅まで延伸され、高知線と繋がった際に土讃線として分離された。

### 年表

#### 高松駅 - 下灘駅間

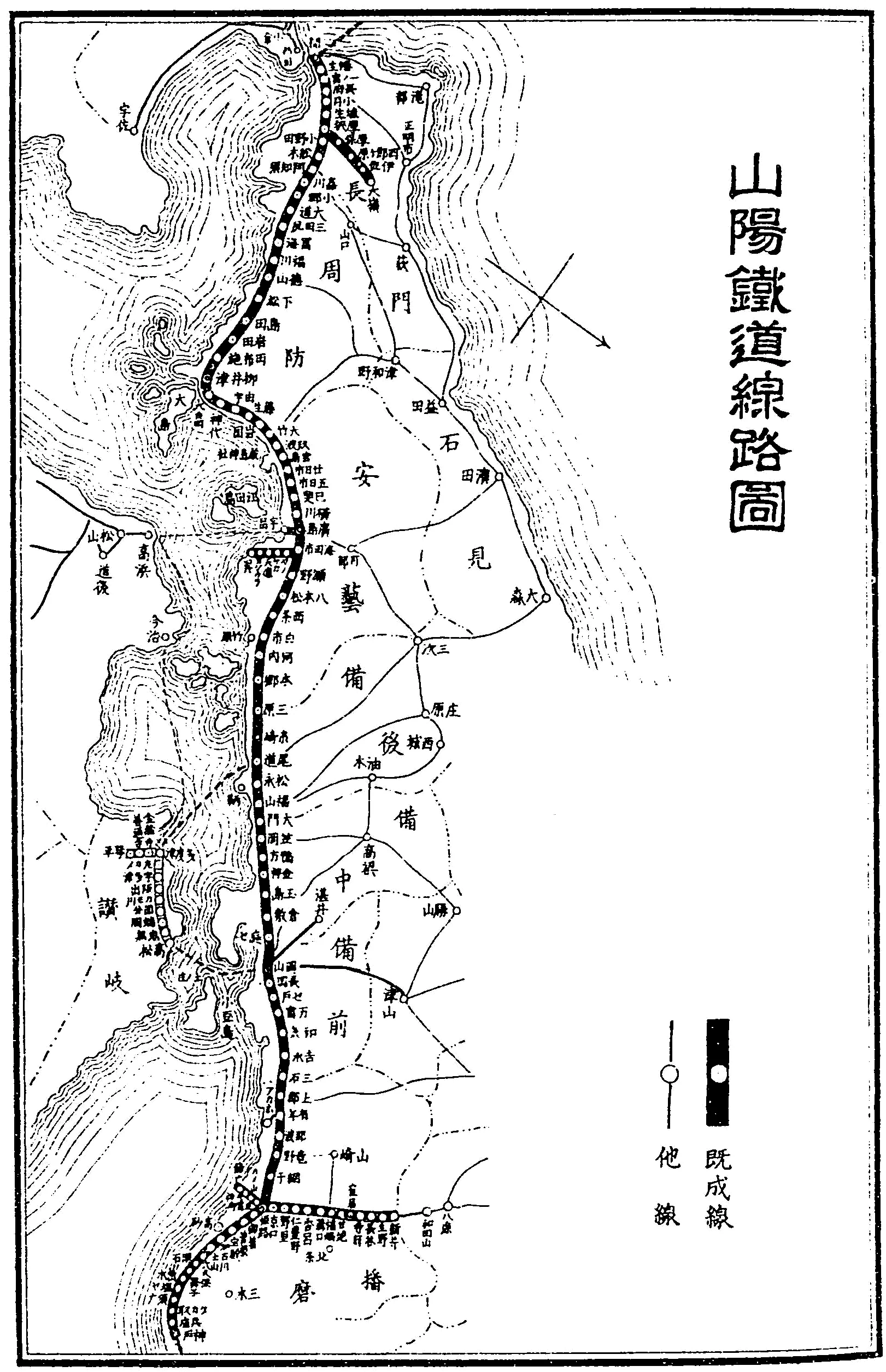
山陽鉄道株式会社 1906年の路線図。買収した讃岐鉄道会社線も掲載されている。

- 1889年（明治22年）5月23日：讃岐鉄道により丸亀駅 - 多度津駅（のちの浜多度津駅） - 琴平駅間が開業[2]。
- 1897年（明治30年）2月21日：高松駅 - 丸亀駅間が開業[2]。
- 1904年（明治37年）12月1日：山陽鉄道が讃岐鉄道を買収[2]。
- 1906年（明治39年）12月1日：山陽鉄道を国有化[2]。
- 1909年（明治42年）10月12日：国有鉄道線路名称制定[2]。高松駅 - 多度津駅 - 琴平駅間を讃岐線とする[2]。
- 1910年（明治43年）7月1日：高松駅が高松港寄りに1km移転[2]。
- 1913年（大正2年）12月20日：多度津駅 - 観音寺駅間が開業[2]。多度津駅移転[2]。これまでの多度津駅が（貨）浜多度津駅となり、貨物支線多度津駅 - 浜多度津駅間が開業[2]。
- 1915年（大正4年）5月7日：（臨）津島ノ宮駅開業。
- 1916年（大正5年）4月1日：観音寺駅 - 川之江駅間が開業[2]。
- 1917年（大正6年）9月16日：川之江駅 - 伊予三島駅間が開業[2]。
- 1919年（大正8年）9月1日：伊予三島駅 - 伊予土居駅間が開業[2]。
- 1921年（大正10年）6月21日：伊予土居駅 - 伊予西条駅間が開業[2]。
- 1923年（大正12年）
  - 5月1日：伊予西条駅 - 壬生川駅間が開業[2]。
  - 10月1日：壬生川駅 - 伊予三芳駅間が開業[2]。讃岐線から讃予線に改称[2]。
  - 12月21日：伊予三芳駅 - 伊予桜井駅間が開業[2]。
- 1924年（大正13年）
  - 2月11日：伊予桜井駅 - 今治駅間が開業[2]。
  - 8月10日：高松桟橋駅 - 高松駅間が開業（高松駅構内扱い）[2]。
  - 12月1日：今治駅 - 伊予大井駅（現在の大西駅）間が開業[2]。
- 1925年（大正14年）6月21日：伊予大井駅 - 菊間駅間が開業[2]。
- 1926年（大正15年）
  - 3月28日：菊間駅 - 伊予北条駅間が開業[2]。
  - 7月6日：梅雨末期の大雨で建設工事中の第二粟井坂トンネルが崩落。粟井駅- 堀江駅間は海岸沿いへのルート変更を余儀なくされた[37]。
- 1927年（昭和2年）4月3日：伊予北条駅 - 松山駅間が開業[2]。
- 1929年（昭和4年）7月2日：石鎚山駅開業。
- 1930年（昭和5年）
  - 2月27日：松山駅 - 南郡中駅（現在の伊予市駅）間が開業[2]。
  - 4月1日：高松駅 - 南郡中駅間、多度津駅 - 阿波池田駅間を予讃線に改称[2]。
- 1932年（昭和7年）12月1日：南郡中駅 - 伊予上灘駅間が開業[38]。
- 1933年（昭和8年）
  - 4月1日：伊予寒川駅開業。
  - 8月1日：予讃線から予讃本線に改称。
- 1935年（昭和10年）6月9日：伊予上灘駅 - 下灘駅間が開業[38]。

#### 下灘駅 - 八幡浜駅間
- 1918年（大正7年）2月14日：愛媛鉄道の長浜町駅（現在の伊予長浜駅） - 大洲駅（現在の伊予大洲駅）間が開業[2]。軌間762mm[2]。
- 1928年（昭和3年）7月16日：加屋駅移転。
- 1933年（昭和8年）10月1日：愛媛鉄道を国有化し、愛媛線とする[38]。長浜町駅を伊予長浜駅、加屋駅を伊予白滝駅、大洲駅を伊予大洲駅に改称[38]。
- 1935年（昭和10年）
  - 10月6日：下灘駅 - 伊予長浜駅間が開業[38]。愛媛線の伊予長浜駅 - 伊予大洲駅間を1067mmに改軌して予讃本線に編入する[38]。同時に伊予白滝駅 - 五郎駅間の線路と八多喜駅を移設[38]。
  - 11月28日：多度津駅 - 阿波池田駅間を土讃線として分離。
- 1936年（昭和11年）9月19日：伊予大洲駅 - 伊予平野駅間が開業[38]。
- 1939年（昭和14年）2月6日：伊予平野駅 - 八幡浜駅間が開業[38]。

#### 八幡浜駅 - 宇和島駅間
- 1914年（大正3年）10月18日：宇和島鉄道 宇和島駅 - 近永駅間が開業。現在の予土線。
- 1933年（昭和8年）8月1日：宇和島鉄道を国有化し、宇和島線とする[38]。
- 1941年（昭和16年）7月2日：宇和島線の北宇和島駅 - 卯之町駅間が開業[38]。
- 1945年（昭和20年）6月20日：八幡浜駅 - 卯之町駅間が開業、宇和島線の宇和島駅 - 卯之町駅間を編入して予讃本線が全線開通[38][注 3]。式典に後年国鉄総裁となる十河信二が出席。

#### 全通後
- 1949年（昭和24年）12月27日：貨物支線 坂出駅 - 坂出港駅間が開業[38]。
- 1950年（昭和25年）4月1日：上老松駅を伊予出石駅に改称。
- 1952年（昭和27年）1月27日：香西駅、讃岐府中駅、八十場駅、讃岐塩屋駅、高瀬大坊駅（現在のみの駅）開業。
- 1957年（昭和32年）
  - 4月1日：南郡中駅を伊予市駅に改称[38]。
  - 10月1日：比地大駅開業[38]。
- 1959年（昭和34年）
  - 9月15日：高松駅移転。高松桟橋駅を高松駅に統合して廃止[40]。0.3km延長[40]。
  - 10月1日：上高瀬駅を高瀬駅に、伊予大井駅を大西駅に改称。
- 1960年（昭和35年）3月1日：赤星駅、波方駅開業[40]。
- 1961年（昭和36年）
  - 4月15日：関川駅、伊予横田駅開業[40]。
  - 6月1日：柳原駅、伊予氷見駅開業[40]。
  - 10月20日：西大洲駅、春賀駅開業[40]。
- 1963年（昭和38年）
  - 2月1日：高野川駅、玉之江駅開業[40]。伊予市駅 - 高野川駅間に三秋信号場開設[41]。
  - 10月1日：向井原駅開業[40]。
- 1964年（昭和39年）10月1日：串駅開業、椿宮仮乗降場が駅に変更され市坪駅開業[40]。
- 1965年（昭和40年）
  - 4月1日：高松駅 - 壬生川駅間にATS-Sを導入[42]。
  - 9月15日：高松駅 - 香西駅間複線化[43]。
- 1966年（昭和41年）
  - 4月6日：丸亀駅 - 多度津駅間複線化[43][44]。
  - 9月28日：鴨川駅 - 坂出駅間複線化[43][45]。
- 1967年（昭和42年）9月22日：香西駅 - 鬼無駅間複線化[43][46][47]。
- 1968年（昭和43年）
  - 9月25日：端岡駅 - 国分駅間複線化[48]。
  - 9月28日：国分駅 - 鴨川駅間複線化[48]。
- 1970年（昭和45年）3月27日：鬼無駅 - 端岡駅間複線化[43][49]。
- 1972年（昭和47年）3月15日：四国初の特急「しおかぜ」が運行開始[50]。
- 1979年（昭和54年）7月1日：貨物支線 多度津駅 - 浜多度津駅間が廃止[50]。
- 1984年（昭和59年）2月1日：松山駅 - 宇和島駅間の貨物営業廃止。貨物支線坂出駅 - 坂出港駅間廃止（線路は1986年10月31日まで残り、同年10月12日にキハ185系気動車で臨時列車「坂出市民号」が運転されている）。
- 1985年（昭和60年）3月14日：高松駅 - 松山間をCTC（列車集中制御装置）化[51]。
  - 多度津駅 - 松山駅間の信号設備は、1966年まで通票閉塞で、1985年までは、連査閉塞（数駅毎のRC方式）だった。その後も三津浜駅などには、信号扱所、通過授受柱跡などに痕跡が残っている。
- 1986年（昭和61年）
  - 3月3日：向井原駅 - 内子駅間、新谷駅 - 伊予大洲駅間開業[52]。内子線内子駅 - 新谷駅間とあわせて短絡ルートが完成。特急・急行列車が内子駅経由に変更[50]。
    - 最高速度は、向井原駅 - 内子駅間が95km/h、新谷駅 - 伊予大洲駅間と内子駅 - 新谷駅間が85km/h。
    - 向井原駅 - 高野川駅間の三秋信号場廃止、五郎駅 - 伊予大洲駅間に若宮信号場開設。
    - 松山駅 - 伊予上灘駅間、伊予白滝駅 - 宇和島駅間、向井原駅 - 内子駅間、伊予大洲駅 - 新谷間CTC化[51]。

  - 11月1日：光洋台駅、鳥ノ木駅開業[53]。多度津駅 - 松山間高速化（最高速度95km/h）[50]。
- 1987年（昭和62年）
  - 3月23日：高松駅 - 坂出駅間、多度津駅 - 観音寺駅間が電化[54]。高松駅 - 松山駅間高速化（最高速度110km/h）[50]。

#### 民営化以後
- 1987年（昭和62年）
  - 4月1日：国鉄分割民営化により四国旅客鉄道（JR四国）に承継[50]。日本貨物鉄道（JR貨物）が高松駅 - 松山駅間を第二種鉄道事業者として承継[50]、松山駅 - 内子駅間、新谷駅 - 宇和島駅間の第二種鉄道事業開始（松山駅 - 宇和島駅間では貨物の運行は無し）。
  - 10月2日：坂出駅 - 多度津駅間が電化[55]、宇多津駅移転、宇多津駅 - 丸亀駅間高架化[43]。坂出駅 - 宇多津駅間のうち、坂出駅寄り1.4キロメートルを除く区間が複線化[43]
    - この区駅間のみ電化開業が後回しになったのは、宇多津駅の移転・高架化と坂出駅 - 多度津駅間の電化を同時に行うためである[54]。
- 1988年（昭和63年）
  - 4月10日：伊予北条駅 - 八幡浜駅間でワンマン運転開始[56]。
  - 6月1日：線路名称改正により予讃線に改称[50]。
- 1989年（平成元年）3月11日：八幡浜駅 - 宇和島駅間でワンマン運転開始。
- 1990年（平成2年）
  - 10月30日：今治駅付近高架化[55]。
  - 11月21日：伊予北条駅 - 伊予市駅間が電化[55]。浅海駅 - 伊予北条駅間に大浦信号場開設。高松駅 - 宇和島駅間高速化（最高速度120km/h、一部110km/h）。
- 1991年（平成3年）
  - 3月16日：大浦信号場が駅に変更され大浦駅開業[50]。
  - 11月21日：伊予上灘駅 - 伊予白滝間CTC化[57]。
- 1992年（平成4年）7月23日：観音寺駅 - 新居浜駅間、今治駅 - 伊予北条駅間が電化[58]・ワンマン運転開始[59]。
- 1993年（平成5年）
  - 3月18日：新居浜駅 - 今治駅間が電化・ワンマン運転開始[59]（高松駅 - 伊予市駅間が全線電化[55]）。高松駅 - 松山駅間高速化（最高速度130km/h）[50]。
    - 西条祭りのだんじり等が架線に引っ掛かることが懸念され、この区間のみ電化が遅れた[60][61]。

  - 7月21日：坂出駅高架化工事に伴う仮線移転により坂出駅 - 宇多津駅間が完全複線化される[43][62]。
  - 9月21日：宇多津駅 - 丸亀駅間複線化[43][62][63]。
  - 10月1日：多度津駅 - 観音寺駅間ワンマン運転開始。
- 1994年（平成6年）12月3日：高瀬大坊駅をみの駅に改称。
- 1997年（平成9年）2月26日：坂出駅高架化完成[55]。
- 2000年（平成12年）8月16日：（貨）高松貨物ターミナル駅開業[50]。
- 2001年（平成13年）5月13日：高松駅移転。新駅ビルが完成[50]。0.3km短縮[64]。
- 2006年（平成18年）4月1日：JR貨物による伊予横田駅 - 内子駅間・新谷駅 - 宇和島駅間の第二種鉄道事業廃止。
- 2008年（平成20年）3月15日：ダイヤ改正で高松駅 - 松山駅間から気動車普通列車が姿を消す。
  - これによってこの区駅間を走る快速・普通列車は「マリンライナー」の5000系5100形を除き、全て3ドア車に統一された（普通車自由席に限ってみれば「マリンライナー」を含めた全ての快速・普通列車が3ドア車で運行されることになった）。
- 2010年（平成22年）3月13日：高松駅 - 多度津駅間でワンマン運転開始。これにより全区間においてワンマン運転が行われることとなった。
- 2014年（平成26年）
  - 3月15日：伊予市駅 - 伊予大洲駅（海回り）間の線区愛称が「愛ある伊予灘線」となる。
  - 7月26日：松山駅 - 伊予大洲駅・八幡浜駅間（愛ある伊予灘線経由）で観光列車「伊予灘ものがたり」の運行を開始[65]。
- 2018年（平成30年）2017年に松山方へ延長された市坪駅行き違い線

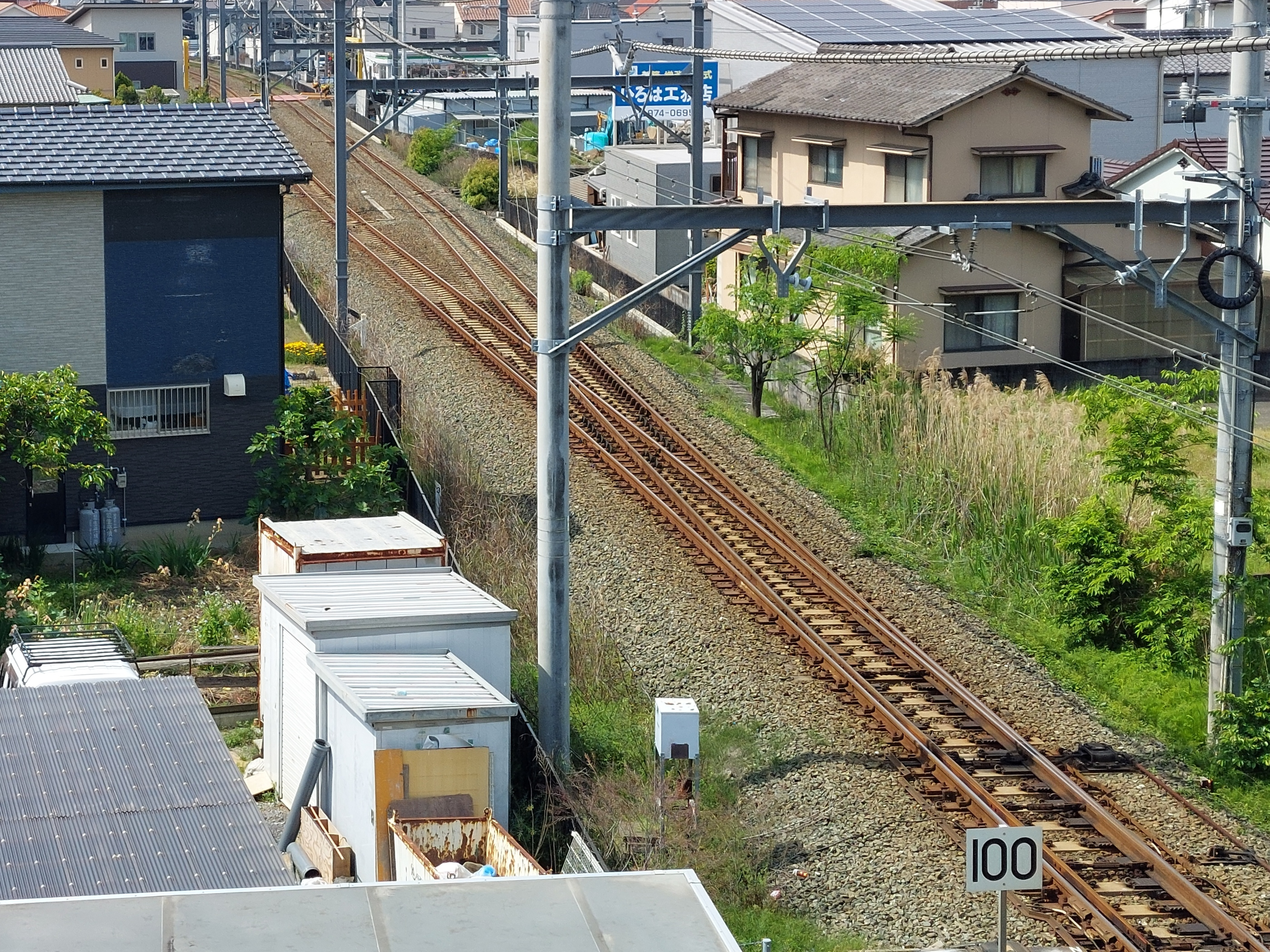
2017年に松山方へ延長された市坪駅行き違い線

  - 7月：平成30年7月豪雨により、一部区間不通。
  - 9月13日：卯之町駅 - 宇和島駅間で運転が再開され、全線復旧[66]。
- 2020年（令和2年）
  - 3月14日：北伊予駅 - 伊予横田駅間に南伊予駅、北伊予駅と同じ松山駅から5.9kmの地点に松山貨物駅が開業[67][68][69]。
  - 7月4日：令和2年7月豪雨の影響により内子線五十崎駅 - 喜多山駅間で斜面崩壊が発生、内子線を含む内子駅 - 新谷駅 - 伊予大洲駅間が不通となる。
  - 7月20日：内子駅 - 新谷駅 - 伊予大洲間が運転再開。
  - 10月1日：JR貨物による松山貨物駅 - 伊予横田駅間の第二種鉄道事業廃止[70]。新型コロナウイルス感染症（COVID-19）の影響による乗客減のため、この日から当面の間、下り最終列車の松山23時26分発の伊予市行き普通列車が運休[71][72]。
- 2021年（令和3年）
  - 3月13日：ダイヤ改正により、運休となっている松山23時26分発下り伊予市行き普通列車が廃止となり、最終列車の時間が繰り上がる[73]。
  - 6月19日：伊予土居駅 - 伊予西条駅間開通100周年記念事業イベントで、鉄道ホビートレインが新居浜駅 - 伊予西条駅間で運転された[74] [75]。
- 2024年（令和6年）9月29日：松山駅付近を高架に切り替え[76]。松山駅付近の高架化によって不要になった踏切警報機（松山-三津浜間）

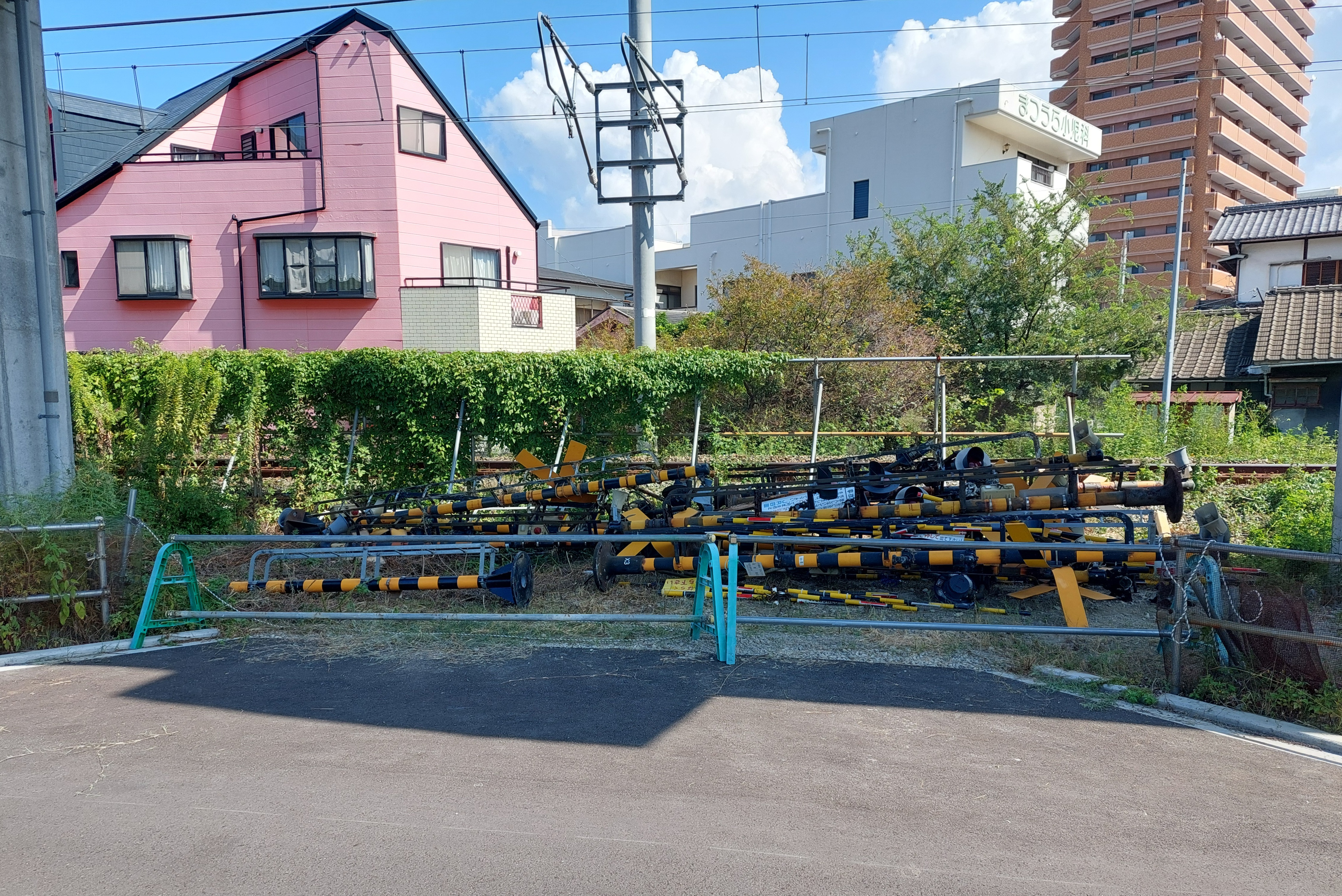
松山駅付近の高架化によって不要になった踏切警報機（松山-三津浜間）

## 将来

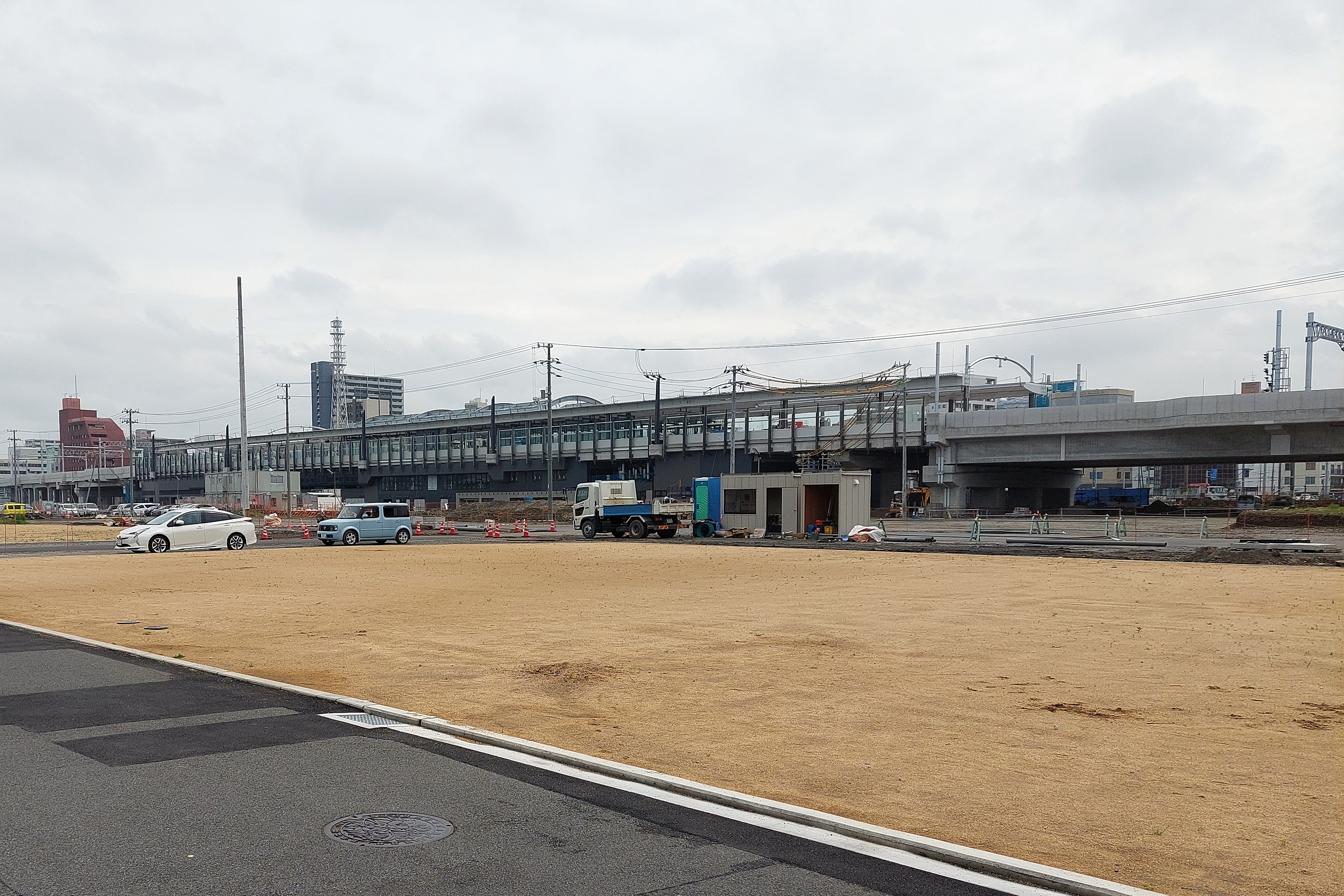
高架化工事中の松山駅

伊予市駅 - 内子駅 - 宇和島駅間の電化と高縄半島の付け根を結ぶ伊予西条駅 - 松山駅間の短絡線建設、松山駅以西 （内子線経由の新線のみ） の特急列車を130km/h運転できるようにすること、伊予市駅以西の特急列車停車駅以外の駅についてもホームかさ上げが要望されている。特急列車の130km/h化の要望や検討は土讃線や牟岐線でもみられる。こういった背景には、JR化後に供用された松山自動車道、今治小松自動車道、宇和島道路や四国横断自動車道を走る高速バスと競合していること、八幡浜駅 - 宇和島駅間でキハ32形がスリップや車輪空転を頻発していることがあげられる。なお、JR四国の2009年度の事業に新型特急気動車の設計に着手することが盛り込まれている。
2023年に海回りの向井原駅 - 伊予長浜駅 - 伊予大洲駅間（愛ある伊予灘線）が、予土線、牟岐線の阿南駅 - 牟岐駅間と牟岐駅 - 阿波海南駅間とともに存廃議論の候補に挙げられている。

## 駅一覧
- 駅名 … （臨）：臨時駅、（貨）：貨物専用駅、◆・◇：貨物取扱駅（貨物専用駅を除く。◇は定期貨物列車の発着なし）
- 停車駅
  - 普通…すべての旅客駅に停車
  - 快速（サンポート・マリンライナー）…●印の駅は全列車停車、▲印の駅は一部の列車が停車、｜印の駅は通過、‖印の宇多津駅はホームは経由せず同駅構内の短絡線を経由、空欄の駅は運行されない、背景色が黄色の駅（サンポート：高松駅 - 坂出駅、マリンライナー：高松駅 - 宇多津駅）は当線での快速運転区間。
    - サンポート：快速「サンポート南風リレー号」を含む。ただし快速ではない「南風リレー号」は全旅客駅に停車する

  - 特急…#優等列車に挙げられている各列車記事参照
- 線路 … ||：複線区間、◇・｜：単線区間（◇は列車交換可能）、∨：ここより下は単線（列車交換可能）、∧：ここより下は複線（列車交換可能）

### 高松駅 - 松山駅間
- この区間は全線直流電化区間。

| 駅番号 | 駅名                       | 駅間 営業キロ | 累計 営業キロ | 快速       | 快速           | 接続路線・備考                                                                          | 線路 | 所在地 | 所在地            |
| 駅番号 | 駅名                       | 駅間 営業キロ | 累計 営業キロ | サンポート | マリンライナー | 接続路線・備考                                                                          | 線路 | 所在地 | 所在地            |
| ------ | -------------------------- | ------------- | ------------- | ---------- | -------------- | --------------------------------------------------------------------------------------- | ---- | ------ | ----------------- |
| Y00    | 高松駅◇                    | -             | 0.0           | ●          | ●              | 四国旅客鉄道：●T 高徳線（T28） 高松琴平電気鉄道：琴平線・長尾線（高松築港駅: K00・N00） | \|\| | 香川県 | 高松市            |
| Y01    | 香西駅                     | 3.4           | 3.4           | ｜         | ｜             |                                                                                         | \|\| | 香川県 | 高松市            |
|        | （貨）高松貨物ターミナル駅 | 1.3           | 4.7           | ｜         | ｜             |                                                                                         | \|\| | 香川県 | 高松市            |
| Y02    | 鬼無駅                     | 1.4           | 6.1           | ▲          | ▲              |                                                                                         | \|\| | 香川県 | 高松市            |
| Y03    | 端岡駅                     | 3.4           | 9.5           | ●          | ▲              |                                                                                         | \|\| | 香川県 | 高松市            |
| Y04    | 国分駅                     | 2.4           | 11.9          | ▲          | ▲              |                                                                                         | \|\| | 香川県 | 高松市            |
| Y05    | 讃岐府中駅                 | 2.3           | 14.2          | ｜         | ｜             |                                                                                         | \|\| | 香川県 | 坂出市            |
| Y06    | 鴨川駅                     | 2.4           | 16.6          | ▲          | ▲              |                                                                                         | \|\| | 香川県 | 坂出市            |
| Y07    | 八十場駅                   | 2.0           | 18.6          | ｜         | ｜             |                                                                                         | \|\| | 香川県 | 坂出市            |
| Y08    | 坂出駅                     | 2.7           | 21.3          | ●          | ●              | 四国旅客鉄道：■ 本四備讃線（瀬戸大橋線：「マリンライナー」直通）                        | \|\| | 香川県 | 坂出市            |
| Y09    | 宇多津駅                   | 4.6           | 25.9          | ●          | ‖              | 四国旅客鉄道：■ 本四備讃線（瀬戸大橋線：多度津方面・高松方面と直通あり）                | \|\| | 香川県 | 綾歌郡 宇多津町   |
| Y10    | 丸亀駅                     | 2.6           | 28.5          | ●          |                |                                                                                         | \|\| | 香川県 | 丸亀市            |
| Y11    | 讃岐塩屋駅                 | 1.6           | 30.1          | ●          |                |                                                                                         | \|\| | 香川県 | 丸亀市            |
| Y12    | 多度津駅◇                  | 2.6           | 32.7          | ●          |                | 四国旅客鉄道：●D 土讃線（D12）（宇多津を経て高松・岡山方面と直通あり）                  | ∨    | 香川県 | 仲多度郡 多度津町 |
| Y13    | 海岸寺駅                   | 3.8           | 36.5          | ●          |                |                                                                                         | ◇    | 香川県 | 仲多度郡 多度津町 |
|        | （臨）津島ノ宮駅           | 3.3           | 39.8          | ●          |                |                                                                                         | ｜   | 香川県 | 三豊市            |
| Y14    | 詫間駅                     | 2.2           | 42.0          | ●          |                |                                                                                         | ◇    | 香川県 | 三豊市            |
| Y15    | みの駅                     | 2.5           | 44.5          | ●          |                |                                                                                         | ｜   | 香川県 | 三豊市            |
| Y16    | 高瀬駅                     | 2.5           | 47.0          | ●          |                |                                                                                         | ◇    | 香川県 | 三豊市            |
| Y17    | 比地大駅                   | 3.0           | 50.0          | ●          |                |                                                                                         | ｜   | 香川県 | 三豊市            |
| Y18    | 本山駅                     | 2.4           | 52.4          | ●          |                |                                                                                         | ◇    | 香川県 | 三豊市            |
| Y19    | 観音寺駅                   | 4.1           | 56.5          | ●          |                |                                                                                         | ◇    | 香川県 | 観音寺市          |
| Y20    | 豊浜駅                     | 5.5           | 62.0          | ●          |                |                                                                                         | ◇    | 香川県 | 観音寺市          |
| Y21    | 箕浦駅                     | 4.4           | 66.4          | ●          |                |                                                                                         | ◇    | 香川県 | 観音寺市          |
| Y22    | 川之江駅                   | 5.8           | 72.2          | ●          |                |                                                                                         | ◇    | 愛媛県 | 四国中央市        |
| Y23    | 伊予三島駅◆                | 5.4           | 77.6          | ●          |                |                                                                                         | ◇    | 愛媛県 | 四国中央市        |
| Y24    | 伊予寒川駅                 | 4.1           | 81.7          | ●          |                |                                                                                         | ◇    | 愛媛県 | 四国中央市        |
| Y25    | 赤星駅                     | 4.2           | 85.9          | ●          |                |                                                                                         | ｜   | 愛媛県 | 四国中央市        |
| Y26    | 伊予土居駅                 | 2.7           | 88.6          | ●          |                |                                                                                         | ◇    | 愛媛県 | 四国中央市        |
| Y27    | 関川駅                     | 3.6           | 92.2          | ●          |                | 上下列車の同時客扱い不可                                                                | ◇    | 愛媛県 | 四国中央市        |
| Y28    | 多喜浜駅                   | 7.2           | 99.4          | ●          |                |                                                                                         | ◇    | 愛媛県 | 新居浜市          |
| Y29    | 新居浜駅◆                  | 3.7           | 103.1         | ●          |                |                                                                                         | ◇    | 愛媛県 | 新居浜市          |
| Y30    | 中萩駅                     | 4.8           | 107.9         | ●          |                |                                                                                         | ◇    | 愛媛県 | 新居浜市          |
| Y31    | 伊予西条駅                 | 6.4           | 114.3         | ●          |                |                                                                                         | ◇    | 愛媛県 | 西条市            |
| Y32    | 石鎚山駅                   | 3.5           | 117.8         | ●          |                |                                                                                         | ◇    | 愛媛県 | 西条市            |
| Y33    | 伊予氷見駅                 | 2.5           | 120.3         | ●          |                |                                                                                         | ｜   | 愛媛県 | 西条市            |
| Y34    | 伊予小松駅                 | 1.3           | 121.6         | ●          |                |                                                                                         | ◇    | 愛媛県 | 西条市            |
| Y35    | 玉之江駅                   | 2.9           | 124.5         | ●          |                |                                                                                         | ｜   | 愛媛県 | 西条市            |
| Y36    | 壬生川駅                   | 2.3           | 126.8         | ●          |                |                                                                                         | ◇    | 愛媛県 | 西条市            |
| Y37    | 伊予三芳駅                 | 3.4           | 130.2         | ●          |                |                                                                                         | ◇    | 愛媛県 | 西条市            |
| Y38    | 伊予桜井駅                 | 7.6           | 137.8         | ●          |                |                                                                                         | ◇    | 愛媛県 | 今治市            |
| Y39    | 伊予富田駅                 | 3.8           | 141.6         | ●          |                |                                                                                         | ◇    | 愛媛県 | 今治市            |
| Y40    | 今治駅                     | 3.3           | 144.9         | ●          |                |                                                                                         | ◇    | 愛媛県 | 今治市            |
| Y41    | 波止浜駅                   | 4.7           | 149.6         | ●          |                |                                                                                         | ◇    | 愛媛県 | 今治市            |
| Y42    | 波方駅                     | 2.7           | 152.3         | ●          |                |                                                                                         | ◇    | 愛媛県 | 今治市            |
| Y43    | 大西駅                     | 4.1           | 156.4         | ●          |                |                                                                                         | ◇    | 愛媛県 | 今治市            |
| Y44    | 伊予亀岡駅                 | 5.5           | 161.9         | ●          |                |                                                                                         | ◇    | 愛媛県 | 今治市            |
| Y45    | 菊間駅                     | 4.0           | 165.9         | ●          |                |                                                                                         | ◇    | 愛媛県 | 今治市            |
| Y46    | 浅海駅                     | 4.7           | 170.6         | ●          |                |                                                                                         | ◇    | 愛媛県 | 松山市            |
| Y47    | 大浦駅                     | 3.2           | 173.8         | ●          |                | 上下列車の同時客扱い不可                                                                | ◇    | 愛媛県 | 松山市            |
| Y48    | 伊予北条駅                 | 3.1           | 176.9         | ●          |                |                                                                                         | ◇    | 愛媛県 | 松山市            |
| Y49    | 柳原駅                     | 2.2           | 179.1         | ●          |                |                                                                                         | ｜   | 愛媛県 | 松山市            |
| Y50    | 粟井駅                     | 1.2           | 180.3         | ●          |                |                                                                                         | ◇    | 愛媛県 | 松山市            |
| Y51    | 光洋台駅                   | 2.0           | 182.3         | ●          |                |                                                                                         | ｜   | 愛媛県 | 松山市            |
| Y52    | 堀江駅                     | 2.6           | 184.9         | ●          |                |                                                                                         | ◇    | 愛媛県 | 松山市            |
| Y53    | 伊予和気駅                 | 2.1           | 187.0         | ●          |                |                                                                                         | ◇    | 愛媛県 | 松山市            |
| Y54    | 三津浜駅                   | 3.7           | 190.7         | ●          |                |                                                                                         | ◇    | 愛媛県 | 松山市            |
| Y55    | 松山駅◆                    | 3.7           | 194.4         | ●          |                | 伊予鉄道：大手町線 （JR松山駅前停留場: 05） 四国旅客鉄道：●U 予讃線（宇和島方面: U00）  | ◇    | 愛媛県 | 松山市            |

1. ↑  長尾線の起点は瓦町駅だが、長尾線の列車は、一部列車を除き高松築港駅まで乗り入れる
2. 1 2  高松方面から本四備讃線に直通する列車は宇多津駅のホームには入らないが、同駅構内を通行する。運賃計算上は宇多津駅経由と見なされる。

### 松山駅 - 内子駅 - 宇和島駅間
- 全駅愛媛県内に所在。便宜上、内子線の区間も合わせて記載する。

| 路線名 | 電化／非電化 | 駅番号         | 駅名       | 駅間 営業キロ | 累計 営業キロ   | 累計 営業キロ       | 累計 営業キロ                                | 接続路線・備考                                                                       | 線路     | 所在地        |
| ------ | ------------ | -------------- | ---------- | ------------- | --------------- | ------------------- | -------------------------------------------- | ------------------------------------------------------------------------------------ | -------- | ------------- |
| 予讃線 | 直流電化     | U00            | 松山駅◆    | -             |                 | 高松から 194.4      | 高松から 194.4                               | 伊予鉄道：大手町線 （JR松山駅前停留場: 05） 四国旅客鉄道：●Y 予讃線（高松方面: Y55） | ◇        | 松山市        |
| 予讃線 | 直流電化     | U01            | 市坪駅     | 3.5           |                 | 197.9               | 197.9                                        |                                                                                      | ◇        | 松山市        |
| 予讃線 | 直流電化     | U02            | 北伊予駅   | 2.4           |                 | 200.3               | 200.3                                        |                                                                                      | ◇        | 伊予郡 松前町 |
| 予讃線 | 直流電化     | 松山貨物駅     |            | 2.4           |                 | 200.3               | 200.3                                        |                                                                                      |          | 伊予郡 松前町 |
| 予讃線 | 直流電化     | U02-1          | 南伊予駅   | 1.6           |                 | 201.9               | 201.9                                        |                                                                                      | ｜       | 伊予市        |
| 予讃線 | 直流電化     | U03            | 伊予横田駅 | 1.1           |                 | 203.0               | 203.0                                        |                                                                                      | ｜       | 伊予郡 松前町 |
| 予讃線 | 直流電化     | U04            | 鳥ノ木駅   | 1.8           |                 | 204.8               | 204.8                                        |                                                                                      | ｜       | 伊予市        |
| 予讃線 | 直流電化     | U05            | 伊予市駅   | 1.2           |                 | 206.0               | 206.0                                        | 伊予鉄道：郡中線 （郡中港駅: IY35）                                                  | ◇        | 伊予市        |
| 予讃線 | 非電化       | U06            | 向井原駅   | 2.5           | 向井原 から 0.0 | 208.5               | 208.5                                        | 四国旅客鉄道：●S 予讃線（伊予長浜方面: S06）                                         | ｜       | 伊予市        |
| 予讃線 | 非電化       | U07            | 伊予大平駅 | 2.8           | 2.8             | 211.3               | 211.3                                        |                                                                                      | ｜       | 伊予市        |
| 予讃線 | 非電化       | U08            | 伊予中山駅 | 7.4           | 10.2            | 218.7               | 218.7                                        |                                                                                      | ◇        | 伊予市        |
| 予讃線 | 非電化       | U09            | 伊予立川駅 | 6.7           | 16.9            | 225.4               | 225.4                                        |                                                                                      | ◇        | 喜多郡 内子町 |
| 予讃線 | 非電化       | U10            | 内子駅     | 6.6           | 23.5            | 232.0               | 232.0                                        |                                                                                      | ◇        | 喜多郡 内子町 |
| 内子線 | 非電化       | U10            | 内子駅     | 6.6           | 新谷 から 5.3   | 232.0               | 232.0                                        |                                                                                      | ◇        | 喜多郡 内子町 |
| 内子線 | 非電化       | U11            | 五十崎駅   | 1.6           | 3.7             | 233.6               | 233.6                                        |                                                                                      | ｜       | 喜多郡 内子町 |
| 内子線 | 非電化       | U12            | 喜多山駅   | 2.5           | 1.2             | 236.1               | 236.1                                        |                                                                                      | ｜       | 大洲市        |
| 内子線 | 非電化       | U13            | 新谷駅     | 1.2           | 0.0             | 237.3               | 237.3                                        |                                                                                      | ◇        | 大洲市        |
| 予讃線 | 非電化       | U13            | 新谷駅     | 1.2           | 0.0             | 237.3               | 237.3                                        |                                                                                      | ◇        | 大洲市        |
|        | 非電化       | 伊予若宮信号場 | -          | 3.5           | 240.8           | 240.8               | （伊予長浜方面との実際の分岐点）             | ｜                                                                                   |          | 大洲市        |
| U14    | 非電化       | 伊予大洲駅     | 5.9        | 5.9           | 内子 経由 243.2 | 伊予長浜 経由 249.5 | 四国旅客鉄道：●S 予讃線（伊予長浜方面: S18） | ◇                                                                                    |          | 大洲市        |
| U15    | 非電化       | 西大洲駅       | 2.1        |               | 245.3           | 251.6               |                                              | ｜                                                                                   |          | 大洲市        |
| U16    | 非電化       | 伊予平野駅     | 1.9        |               | 247.2           | 253.5               |                                              | ◇                                                                                    |          | 大洲市        |
| U17    | 非電化       | 千丈駅         | 7.1        |               | 254.3           | 260.6               |                                              | ◇                                                                                    | 八幡浜市 |               |
| U18    | 非電化       | 八幡浜駅       | 2.2        |               | 256.5           | 262.8               |                                              | ◇                                                                                    | 八幡浜市 |               |
| U19    | 非電化       | 双岩駅         | 4.7        |               | 261.2           | 267.5               |                                              | ◇                                                                                    | 八幡浜市 |               |
| U20    | 非電化       | 伊予石城駅     | 4.9        |               | 266.1           | 272.4               |                                              | ◇                                                                                    | 西予市   |               |
| U21    | 非電化       | 上宇和駅       | 3.0        |               | 269.1           | 275.4               |                                              | ｜                                                                                   | 西予市   |               |
| U22    | 非電化       | 卯之町駅       | 2.0        |               | 271.1           | 277.4               |                                              | ◇                                                                                    | 西予市   |               |
| U23    | 非電化       | 下宇和駅       | 2.6        |               | 273.7           | 280.0               |                                              | ◇                                                                                    | 西予市   |               |
| U24    | 非電化       | 立間駅         | 6.6        |               | 280.3           | 286.6               |                                              | ◇                                                                                    | 宇和島市 |               |
| U25    | 非電化       | 伊予吉田駅     | 2.7        |               | 283.0           | 289.3               |                                              | ◇                                                                                    | 宇和島市 |               |
| U26    | 非電化       | 高光駅         | 4.6        |               | 287.6           | 293.9               |                                              | ｜                                                                                   | 宇和島市 |               |
| U27    | 非電化       | 北宇和島駅     | 2.2        |               | 289.8           | 296.1               | 四国旅客鉄道：●G 予土線（G46）               | ◇                                                                                    | 宇和島市 |               |
| U28    | 非電化       | 宇和島駅       | 1.5        |               | 291.3           | 297.6               |                                              | ∧                                                                                    | 宇和島市 |               |

1. ↑  北伊予駅と伊予横田駅の間は松前町と伊予市の境界が入り組んでおり、松前町→伊予市→松前町→伊予市→松前町というように進む。
2. ↑  予土線の起終点は北宇和島駅だが、列車はすべて宇和島駅へ乗り入れる

### 向井原駅 - 伊予長浜駅 - 伊予大洲駅間（愛ある伊予灘線）
- 全駅愛媛県内に所在。
- この区間は全線非電化区間。

| 駅番号 | 駅名           | 駅間 営業キロ | 高松 からの 営業キロ | 接続路線・備考                                                                       | 線路 | 所在地 |
| ------ | -------------- | ------------- | -------------------- | ------------------------------------------------------------------------------------ | ---- | ------ |
| S06    | 向井原駅       | -             | 208.5                | 四国旅客鉄道：●U 予讃線（内子方面・松山方面: U06／全列車伊予市駅・松山駅方面へ直通） | ｜   | 伊予市 |
| S07    | 高野川駅       | 5.4           | 213.9                |                                                                                      | ｜   | 伊予市 |
| S08    | 伊予上灘駅     | 3.2           | 217.1                |                                                                                      | ◇    | 伊予市 |
| S09    | 下灘駅         | 5.3           | 222.4                |                                                                                      | ｜   | 伊予市 |
| S10    | 串駅           | 2.6           | 225.0                |                                                                                      | ｜   | 伊予市 |
| S11    | 喜多灘駅       | 3.2           | 228.2                |                                                                                      | ｜   | 大洲市 |
| S12    | 伊予長浜駅     | 4.9           | 233.1                |                                                                                      | ◇    | 大洲市 |
| S13    | 伊予出石駅     | 2.8           | 235.9                |                                                                                      | ｜   | 大洲市 |
| S14    | 伊予白滝駅     | 3.4           | 239.3                |                                                                                      | ◇    | 大洲市 |
| S15    | 八多喜駅       | 2.4           | 241.7                |                                                                                      | ｜   | 大洲市 |
| S16    | 春賀駅         | 1.7           | 243.4                |                                                                                      | ｜   | 大洲市 |
| S17    | 五郎駅         | 2.3           | 245.7                |                                                                                      | ｜   | 大洲市 |
|        | 伊予若宮信号場 | -             | 247.1                | （内子線方面との実際の分岐点）                                                       | ｜   | 大洲市 |
| S18    | 伊予大洲駅     | 3.8           | 249.5                | 四国旅客鉄道：●U 予讃線（新谷方面・宇和島方面: U14）                                 | ◇    | 大洲市 |

### 廃止区間
貨物支線（1979年7月1日廃止）
多度津駅 - 浜多度津駅
廃止後も多度津工場への引き込み線として現存
貨物支線（1984年2月1日廃止）
坂出駅 - 坂出港駅

### 廃止信号場
- 三秋信号場（向井原 - 高野川間） - 1986年3月3日廃止。